# 2021 en sport hippique
| Années du sport hippique : 2018 - 2019 - 2020 - 2021 - 2022 - 2023 - 2024    |
| Décennies du sport hippique : 1990 - 2000 - 2010 - 2020 - 2030 - 2040 - 2050 |

Cet article résume les faits marquants de l'année 2021 dans le sport hippique.

## Courses de plat

### Ratings

#### Chevaux
Les plus hauts ratings de l'année, décernée par la FIAH.
| Rang | Cheval             | Nationalité | Père           | Rating | Distance | Surface | Performance de référence              |
| 1    | Knicks Go          | États-Unis  | Paynter        | 129    | 2000 m   | Dirt    | 1er Breeders' Cup Classic             |
| 2    | Adayar             | Royaume-Uni | Frankel        | 127    | 2400 m   | Turf    | 1er King George & Queen Elizabeth St. |
| 2    | Mishriff           | Royaume-Uni | Make Believe   | 127    | 2080 m   | Turf    | 1er International Stakes              |
| 2    | St Mark's Basilica | Irlande     | Siyouni        | 127    | 2000 m   | Turf    | 1er Eclipse Stakes                    |
| 5    | Contrail           | Japon       | Deep Impact    | 126    | 2400 m   | Turf    | 1er Japan Cup                         |
| 6    | Baaeed             | Royaume-Uni | Sea The Stars  | 125    | 1600 m   | Turf    | 1er Queen Elisabeth II Stakes         |
| 6    | Golden Sixty       | Hong Kong   | Medaglia d'Oro | 125    | 1600 m   | Turf    | 1er Hong Kong Mile                    |
| 6    | Palace Pier        | Royaume-Uni | Kingman        | 125    | 1600 m   | Turf    | 1er Prix Jacques Le Marois            |
| 6    | Torquator Tasso    | Allemagne   | Adlerflug      | 125    | 2400 m   | Turf    | 1er Prix de l'Arc de Triomphe         |

#### Courses
Les dix meilleures courses de l'année par la moyenne des rating FIAH des quatre premiers.
| Rang | Cheval                            | Hippodrome      | Pays        | Distance | Surface | Premier         | Deuxième       | Troisième         | Quatrième         | Rating |
| 1    | Prix de l'Arc de Triomphe         | Longchamp       | France      | 2 400 m  | Turf    | Torquator Tasso | Tarnawa        | Hurricane Lane    | Adayar            | 124,75 |
| 2    | Breeders' Cup Classic             | Del Mar         | États-Unis  | 2 000 m  | Dirt    | Knicks Go       | Medina Spirit  | Essential Quality | Hot Rod Charlie   | 124,50 |
| 3    | King George & Queen Elizabeth St. | Ascot           | Royaume-Uni | 2 400 m  | Turf    | Adayar          | Mishriff       | Love              | Broome            | 123,50 |
| 4    | Tennō Shō (automne)               | Kyoto           | Japon       | 2 000 m  | Turf    | Efforia         | Contrail       | Gran Alegria      | Sanrei Pocket     | 123    |
| 5    | Kentucky Derby                    | Churchill Downs | États-Unis  | 2 000 m  | Dirt    | (Medina Spirit) | Mandaloun      | Hot Rod Charlie   | Essential Quality | 122,50 |
| 6    | Champion Stakes                   | Ascot           | Royaume-Uni | 2 000 m  | Turf    | Sealiway        | Dubaï Honour   | Mac Swiney        | Mishriff          | 122,25 |
| 6    | Queen Elizabeth II Stakes         | Ascot           | Royaume-Uni | 1 600 m  | Turf    | Baaeed          | Palace Pier    | Lady Bowthorpe    | The Revenant      | 122,25 |
| 8    | Arima Kinen                       | Nakayama        | Japon       | 2 500 m  | Turf    | Efforia         | Deep Bond      | Chrono Genesis    | Stella Veloce     | 122    |
| 8    | Dubai Sheema Classic              | Meydan          | Dubaï       | 2 400 m  | Turf    | Mishriff        | Chrono Genesis | Loves Only You    | Walton Street     | 122    |
| 10   | Ōsaka Hai                         | Hanshin         | Japon       | 2 000 m  | Turf    | Lei Papale      | Mozu Bello     | Contrail          | Gran Alegria      | 121,75 |

### Récompenses

#### Europe
La cérémonie des Cartier Racing Awards s'est tenue le 10 novembre à l'hôtel Dorchester de Londres.
| Récompense                 | Cheval             | Pays        | Père        | Entraineur          | Propriétaire             |
| Cheval de l'année          | St Mark's Basilica | Irlande     | Siyouni     | Aidan O'Brien       | Coolmore                 |
| Meilleur cheval d'âge      | Palace Pier        | Royaume-Uni | Kingman     | John & Thady Gosden | Hamdan Bin M. Al Maktoum |
| Meilleur poulain de 3 ans  | St Mark's Basilica | Irlande     | Siyouni     | Aidan O'Brien       | Coolmore                 |
| Meilleur pouliche de 3 ans | Snowfall           | Irlande     | Deep Impact | Aidan O'Brien       | Coolmore                 |
| Meilleur poulain de 2 ans  | Native Trail       | Royaume-Uni | Oasis Dream | Charlie Appleby     | Godolphin                |
| Meilleur pouliche de 2 ans | Inspiral           | Royaume-Uni | Frankel     | John & Thady Gosden | Cheveley Park Stud       |
| Meilleur sprinter          | Starman            | Royaume-Uni | Dutch Art   | Ed Walker           | David Ward               |
| Meilleur stayer            | Trueshan           | Royaume-Uni | Planteur    | Alan King           | Singula Partnership      |

|                                               | France                          | Royaume-Uni                   | Irlande                     |
| Cravache d'or (par victoires)                 | Mickaël Barzalona               | Oisin Murphy (153)            | Colin Keane (141)           |
| Tête de liste des jockeys (par gains)         | Mickaël Barzalona (7 027 902 €) | William Buick (£ 5 388 317)   | Colin Keane (3 418 080 €)   |
| Tête de liste des entraîneurs (par victoires) | Jean-Claude Rouget (171)        | Mark Johnston (210)           | Joseph O'Brien (108)        |
| Tête de liste des entraîneurs (par gains)     | André Fabre (5 387 503 €)       | Charlie Appleby (£ 4 863 801) | Aidan O'Brien (3 636 720 €) |
| Tête de liste des propriétaires (par gains)   | S.A. Aga Khan (3 077 697 €)     | Godolphin (£ 5 206 023)       | Coolmore                    |
| Tête de liste des étalons (par gains)         | Siyouni (3 720 120 €)           | Frankel (£ 5 188 412)         | Frankel (£ 5 188 412)       |

#### France

##### Top 10 des écuries (par gains)
| Place | Écurie                         | Victoires | Allocations | Chevaux notables en 2021                                                                                  |
| 1     | Écurie Aga Khan                | 69        | 3 077 697 € | Ebaiyra, Tarnawa, Sagamiyra, Saiydabad, Valia                                                             |
| 2     | Gestüt Auenquelle              | 2         | 2 879 560 € | Torquator Tasso                                                                                           |
| 3     | Coolmore                       | 4         | 2 408 510 € | St Mark's Basilica, Joan of Arc, Mother Earth, Snowfall, Love, Mogul, The Mediterranean, Lope y Fernandez |
| 4     | Écurie Godolphin (France)      | 67        | 2 220 160 € | Philomène, Magny Cours, Midtown, Sublimis, Algiers, Victor Ludorum, Fleur d'Iris                          |
| 5     | Écurie Wertheimer et frère     | 77        | 2 046 005 € | Accakaba, Seachange, Anasia, Écrivain, Adhamo                                                             |
| 6     | Écurie Godolphin (Royaume-Uni) | 5         | 1 880 845 € | Adayar, Hurrcicane Lane, Manobo, Space Blues                                                              |
| 7     | Gérard Augustin-Normand        | 77        | 1 762 690 € | Incarville, Millebosc, Tahlie, Breizh Eagle                                                               |
| 8     | Jean-Claude Seroul             | 63        | 1 718 345 € | Skalleti, Marianafoot                                                                                     |
| 9     | Haras de la Gousserie          | 28        | 1 558 079 € | Rougir, Sealiway, Skazino                                                                                 |
| 10    | Al Shaqab Racing               | 49        | 1 165 862 € | Duhail |

##### Top 10 des jockeys (par victoires)
| Place                       | Jockey                | Victoires | Allocations | Chevaux notables en 2021                                              |
| 1 - Cravache d'or           | Mickaël Barzalona     | 192       | 7 027 902 € | Marianafoot, Skazino, Philomène, Ancient Rome, Purplepay, Magny Cours |
| 2 - Cravache d'argent       | Maxime Guyon          | 181       | 6 348 225 € | Sealiway, Dubai Honour, Rougir, Burgarita                             |
| 3 - Cravache de bronze      | Théo Bachelot         | 161       | 4 043 180 € | Colosseo, The Good Man                                                |
| 4                           | Christophe Soumillon  | 148       | 6 352 463 € | Tarnawa, Ebaiyra, Sagamiyra, Perfect Power, Incarville                |
| 5                           | Cristian Demuro       | 115       | 4 562 215 € | Grand Glory, Coeursamba, Glycon                                       |
| 6                           | Pierre-Charles Boudot | 105       | 2 250 865 € | Mare Australis, Skalleti                                              |
| 7                           | Eddy Hardouin         | 94        | 2 552 330 € | Berneuil                                                              |
| 8                           | Stéphane Pasquier     | 93        | 2 348 378 € | Gold Trip, Tropbeau, Baby Rider                                       |
| 9                           | Anthony Crastus       | 90        | 1 969 637 € | Palus Argenteus                                                       |
| 10 - Cravache d'or féminine | Marie Velon           | 77        | 1 745 760 € | Irésine                                                               |

##### Top 10 des entraîneurs (par gains)
| Place | Entraîneur             | Victoires | Allocations | Chevaux notables en 2021 |
| 1     | André Fabre            | 179       | 5 387 503 € | Zellie, Philomène, Burgarita, Mare Australis, Ancient Rome, Duhail, Magny Cours, Midtown, Sublimis, Victor Ludorum, Trident, Tropbeau |
| 2     | Jean-Claude Rouget     | 177       | 4 334 000 € | Coeursamba, Glycon, Saiydabad, Wally, Raabihah, Penja                                                                                 |
| 3     | Aidan O'Brien          | 20        | 3 036 845 € | St Mark's Basilica, Joan of Arc, Mother Earth, Snowfall, Love, Mogul, The Mediterranean, Lope y Fernandez                             |
| 4     | Marcel Weiss           | 3         | 2 869 240 € | Torquator Tasso |
| 5     | Frédéric Rossi         | 153       | 2 512 625 € | Speak of the Devil, Sealiway, Kenway, Mangoustine                                                                                     |
| 6     | Henri-Alex Pantall     | 186       | 2 378 600 € | Pennybaker, Alpen Rose |
| 7     | Jérôme Reynier         | 101       | 2 229 052 € | Skalleti, Marianafoot, Stormy Pouss                                                                                                   |
| 8     | Fabrice Vermeulen      | 150       | 2 039 020 € | Pretty Tiger, Almeida Girl |
| 9     | Francis-Henri Graffard | 120       | 2 017 782 € | In Swoop, Malavath, Sweet Lady, Es la Vida, The Revenant                                                                              |
| 10    | Cédric Rossi           | 58        | 1 884 400 € | Rougir, Sealiway, Skazino, Purplepay                                                                                                  |

#### États-Unis
La 51e cérémonie des Eclipse Awards, récompensant les meilleurs chevaux américains, se tient le 10 février 2022 sur l'hippodrome de Santa Anita Park, en Californie, et récompense les meilleurs chevaux de 2021.
| Récompense                          | Nom               | Père            | Pays        | Principales performances aux États-Unis                                                                |
| Cheval de l'année                   | Knicks Go         | Paynter         | États-Unis  | Pegasus World Cup, Breeders' Cup Classic, Whitney Stakes                                               |
| Meilleur poulain de 3 ans           | Essential Quality | Tapit           | États-Unis  | Belmont Stakes, Travers Stakes, 3e Breeders' Cup Classic, 4e Kentucky Derby                            |
| Meilleur pouliche de 3 ans          | Malathaat         | Curlin          | États-Unis  | Kentucky Oaks, Alabama Stakes, Ashland Stakes, 2e Coaching Club American Oaks 3e Breeders' Cup Distaff |
| Meilleur poulain de 2 ans           | Corniche          | Quality Road    | États-Unis  | Breeders' Cup Juvenile, American Pharoah Stakes                                                        |
| Meilleur pouliche de 2 ans          | Echo Zulu         | Gun Runner      | États-Unis  | Breeders' Cup Juvenile Fillies, Spinaway Stakes, Frizette Stakes                                       |
| Cheval de l'année sur le gazon      | Yibir             | Dubawi          | Royaume-Uni | Breeders' Cup Turf, Jockey Club Derby Invitational Stakes                                              |
| Jument de l'année sur le gazon      | Loves Only You    | Deep Impact     | Japon       | Breeders' Cup Filly & Mare Turf                                                                        |
| Cheval d'âge de l'année sur le dirt | Knicks Go         | Paynter         | États-Unis  | Pegasus World Cup, Breeders' Cup Classic, Whitney Stakes                                               |
| Cheval d'âge de l'année sur le dirt | Letruska          | Super Saver     | Mexique     | Apple Blossom Handicap, Ogden Phipps Stakes, Personal Ensign Stakes, Spinster Stakes                   |
| Meilleur sprinter                   | Jackie's Warrior  | Maclean's Music | États-Unis  | H. Allen Jerkens Memorial Stakes                                                                       |
| Meilleur sprinteuse                 | Ce Ce             | Elusive Quality | États-Unis  | Breeders' Cup Filly & Mare Sprint, 3e Ballerina Handicap                                               |

| Tête de liste des jockeys (par victoires) | Irad Ortiz, Jr. | 336          |
| Tête de liste des jockeys (par gains)     | Joel Rosario    | $ 32 944 478 |
| Tête de liste des entraîneurs (par gains) | Brad Cox        | $ 31 832 345 |
| Tête de liste des étalons                 | Into Mischief   | $ 23 717 805 |

#### Japon
| Cheval de l'année | Cheval de l'année | Cheval de l'année                                              | Cheval de l'année |
| ----------------- | ----------------- | -------------------------------------------------------------- | ----------------- |
| Nom               | Père              | Principales performances                                       | Votes             |
| Efforia           | Epiphaneia        | Satsuki Sho, Tennō Shō (automne), Arima Kinen, 2e Tokyo Yushun | 277 / 296         |

#### Australie
| Cheval de l'année 2020-2021 | Cheval de l'année 2020-2021 | Cheval de l'année 2020-2021                                                                 |
| --------------------------- | --------------------------- | ------------------------------------------------------------------------------------------- |
| Nom                         | Père                        | Principales performances                                                                    |
| Verry Elleegant             | Zed                         | Winx Stakes, Turnbull Stakes, Caulfield Cup, Chipping Norton Stakes, Queen Elizabeth Stakes |

### Résultats des courses majeures

#### France

##### Courses de groupe 1
| Date         | Course                        | Hippodrome  | Vainqueur          | Pays        | Père              | Jockey                | Entraîneur          | Propriétaire                  | Deuxième           | Troisième          |
| ------------ | ----------------------------- | ----------- | ------------------ | ----------- | ----------------- | --------------------- | ------------------- | ----------------------------- | ------------------ | ------------------ |
| 2 mai        | Prix Ganay                    | Longchamp   | Mare Australis     | France      | Australia         | Pierre-Charles Boudot | André Fabre         | Gestüt Schlenderhan           | Gold Trip          | Mogul              |
| 16 mai       | Poule d'Essai des Pouliches   | Deauville   | Cœursamba          | France      | The Wow Signal    | Cristian Demuro       | Jean Claude Rouget  | Abdullah Al Attiyah           | Mother Earth       | Kenella            |
| 16 mai       | Poule d'Essai des Poulains    | Deauville   | St Mark's Basilica | Irlande     | Siyouni           | Ioritz Mendizabal     | Aidan O'Brien       | Coolmore                      | Colosseo           | Breizh Eagle       |
| 24 mai       | Prix Saint-Alary              | Longchamp   | Incarville         | France      | Wootton Bassett   | Christophe Soumillon  | David Smaga         | Gérard Augustin-Normand       | Cirona             | Es La Vida         |
| 30 mai       | Prix d'Ispahan                | Longchamp   | Skalleti           | France      | Kendargent        | Gérald Mossé          | Jérôme Reynier      | Jean-Claude Seroul            | Tilsit             | My Oberon          |
| 6 juin       | Prix du Jockey Club           | Chantilly   | St Mark's Basilica | Irlande     | Siyouni           | Ioritz Mendizabal     | Aidan O'Brien       | Coolmore                      | Sealiway           | Millebosc          |
| 20 juin      | Prix de Diane                 | Chantilly   | Joan of Arc        | Irlande     | Galileo           | Ioritz Mendizabal     | Aidan O'Brien       | Coolmore                      | Philomène          | Burgarita          |
| 4 juillet    | Grand Prix de Saint-Cloud     | Saint-Cloud | Broome             | Irlande     | Australia         | Colin Keane           | Aidan O'Brien       | Coolmore & M. Matsushima      | Ebaiyra            | Gold Trip          |
| 11 juillet   | Prix Jean Prat                | Deauville   | Laws of Indices    | Irlande     | Power             | Olivier Peslier       | Ken Condon          | Charlotte Holmes              | Thunder Moon       | Midtown            |
| 14 juillet   | Grand Prix de Paris           | Longchamp   | Hurricane Lane     | Royaume-Uni | Frankel           | William Buick         | Charlie Appleby     | Godolphin                     | Wordworsth         | Alenquer           |
| 3 août       | Prix Rothschild               | Deauville   | Mother Earth       | Irlande     | Zoffany           | Ryan Moore            | Aidan O'Brien       | Coolmore                      | Sagamiyra          | Speak of the Devil |
| 8 août       | Prix Maurice de Gheest        | Deauville   | Marianafoot        | France      | Footstepinthesand | Mickaël Barzalona     | Jérôme Reynier      | Jean-Claude Seroul            | Tropbeau           | Starman            |
| 15 août      | Prix Jacques Le Marois        | Deauville   | Palace Pier        | Royaume-Uni | Kingman           | Lanfranco Dettori     | John & Thady Gosden | Hamdan Bin M. Al Maktoum      | Poetic Flare       | Order of Australia |
| 22 août      | Prix Morny                    | Deauville   | Perfect Power      | Royaume-Uni | Ardad             | Christophe Soumillon  | Richard Fahey       | Cheikh R. Dalmook Al Maktoum  | Trident            | Asymmetric         |
| 22 août      | Prix Jean Romanet             | Deauville   | Grand Glory        | France      | Olympic Glory     | Cristian Demuro       | Gianluca Bietolini  | Albert Frassetto              | Audarya            | Thundering Nights  |
| 5 septembre  | Prix du Moulin de Longchamp   | Longchamp   | Baaeed             | Royaume-Uni | Sea The Stars     | Jim Crowley           | William Haggas      | Shadwell                      | Order of Australia | Victor Ludorum     |
| 12 septembre | Prix Vermeille                | Longchamp   | Teona              | Royaume-Uni | Sea The Stars     | Olivier Peslier       | Roger Varian        | Ali Saeed                     | Snowfall           | La Joconde         |
| 2 octobre    | Prix du Cadran                | Longchamp   | Trueshan           | Royaume-Uni | Planteur          | James Doyle           | Alan King           | Singula Partnership           | Stradivarius       | Bubble Smart       |
| 2 octobre    | Prix de Royallieu             | Longchamp   | Loving Dream       | Royaume-Uni | Gleneagles        | Lanfranco Dettori     | John & Thady Gosden | Lordship Stud                 | Believe in Love    | Valia              |
| 3 octobre    | Prix Jean-Luc Lagardère       | Longchamp   | Angel Bleu         | Royaume-Uni | Dark Angel        | Lanfranco Dettori     | Ralph Beckett       | Marc Chan                     | Noble Truth        | Ancient Rome       |
| 3 octobre    | Prix Marcel Boussac           | Longchamp   | Zellie             | France      | Wootton Bassett   | Oisin Murphy          | André Fabre         | Al Wasmiyah Farm              | Times Square       | Fleur d'Iris       |
| 3 octobre    | Prix de la Forêt              | Longchamp   | Space Blues        | Royaume-Uni | Dubawi            | William Buick         | Charlie Appleby     | Écurie Godolphin              | Pearls Galore      | Entscheiden        |
| 3 octobre    | Prix de l'Abbaye de Longchamp | Longchamp   | A Case of You      | Royaume-Uni | Hot Streak        | Ronan Whelan          | Adrian McGuinness   | Gary Devlin                   | Air de Valse       | Glass Slippers     |
| 3 octobre    | Prix de l'Opéra               | Longchamp   | Rougir             | France      | Territories       | Maxime Guyon          | Cédric Rossi        | Haras de la Gousserie         | Grand Glory        | Eudaimonia         |
| 3 octobre    | Prix de l'Arc de Triomphe     | Longchamp   | Torquator Tasso    | Allemagne   | Adlerflug         | Rene Piechulek        | Marcel Weiss        | Gestüt Auenquelle             | Tarnawa            | Hurricane Lane     |
| 23 octobre   | Critérium International       | Longchamp   | Angel Bleu         | Royaume-Uni | Dark Angel        | Lanfranco Dettori     | Ralph Beckett       | Marc Chan                     | Ancient Rome       | Purplepay          |
| 23 octobre   | Critérium de Saint-Cloud      | Saint-Cloud | El Bodegon         | Royaume-Uni | Kodiac            | Ioritz Mendizabal     | James Ferguson      | Nas Syndicate & A.O'Callaghan | Stone Age          | Goldspur           |
| 24 octobre   | Prix Royal-Oak                | Longchamp   | Scope              | Royaume-Uni | Teofilo           | Rob Hornby            | Ralph Beckett       | J.H. Richmond-Watson          | Skazino            | Glycon             |

##### Courses de groupe 2
| Date         | Course                        | Hippodrome  | Vainqueur    | Pays        | Père              | Jockey               | Entraîneur             | Propriétaire          | Deuxième           | Troisième       |
| ------------ | ----------------------------- | ----------- | ------------ | ----------- | ----------------- | -------------------- | ---------------------- | --------------------- | ------------------ | --------------- |
| 11 avril     | Prix d'Harcourt               | Longchamp   | Skalleti     | France      | Kendargent        | Gérald Mossé         | Jerome Reynier         | Jean-Claude Seroul    | Mare Australis     | Monty           |
| 1er mai      | Prix du Muguet                | Saint-Cloud | Duhail       | France      | Lope de Vega      | Vincent Cheminaud    | André Fabre            | Al Shaqab Racing      | Pretreville        | Victor Ludorum  |
| 1er mai      | Prix Greffulhe                | Saint-Cloud | Baby Rider   | France      | Gleneagles        | Stéphane Pasquier    | Pascal Bary            | Jean-Louis Bouchard   | Smile Makers       | Martial Eagle   |
| 24 mai       | Prix Hocquart                 | Longchamp   | Bubble Gift  | France      | Nathaniel         | Gérald Mossé         | Mikel Delzangles       | Zak Bloodstock        | Gregolimo          | Lambo           |
| 24 mai       | Prix Vicomtesse Vigier        | Longchamp   | Skazino      | France      | Kendargent        | Mickaël Barzalona    | Cédric Rossi           | Haras de la Gousserie | Valia              | The Grand Visir |
| 26 mai       | Prix Corrida                  | Saint-Cloud | Ebaiyra      | France      | Distorted Humor   | Christophe Soumillon | Alain de Royer-Dupré   | Écurie Aga Khan       | Raabihah           | No Limit Credit |
| 6 juin       | Prix du Gros-Chêne            | Chantilly   | Pradaro      | France      | Penny's Picnic    | Aurélien Lemaître    | Sofie Lanslots         | Stal Vie en Rose      | Berneuil           | Batwan          |
| 6 juin       | Prix de Sandringham           | Chantilly   | Tahlie       | France      | Rio de la Plata   | Christophe Soumillon | Pascal Bary            | Jean-Louis Bouchard   | Kennella           | See The Rose    |
| 6 juin       | Grand Prix de Chantilly       | Chantilly   | In Swoop     | France      | Adlerflug         | Olivier Peslier      | Francis-Henri Graffard | Gestüt Schlenderhan   | Sublimis           | Vaucelles       |
| 4 juillet    | Prix Eugène Adam              | Saint-Cloud | Pretty Tiger | France      | Sea The Moon      | Christophe Soumillon | Fabrice Vermeulen      | Bernard Giraudon      | Caprice des Dieux  | Adhamo          |
| 14 juillet   | Prix de Malleret              | Saint-Cloud | Babylone     | France      | Invincible Spirit | Mickaël Barzalona    | André Fabre            | Haras Voltaire        | Adhafera           | Ricla           |
| 14 juillet   | Prix Maurice de Nieuil        | Longchamp   | Valia        | France      | Sea The Stars     | Christophe Soumillon | Alain de Royer-Dupré   | Écurie Aga Khan       | Skazino            | Sublimis        |
| 18 juillet   | Prix Robert Papin             | Chantilly   | Atomic Force | Royaume-Uni | Cotai Glory       | Stéphane Pasquier    | Kevin Ryan             | Pak Kwan Siu          | Baghed             | Hellomydarlin   |
| 14 août      | Prix Guillaume d'Ornano       | Deauville   | Dubai Honour | Royaume-Uni | Pride of Dubaï    | Maxime Guyon         | William Haggas         | Mohamed Obaida        | Pretty Tiger       | Tasman Bay      |
| 21 août      | Prix de la Nonette            | Deauville   | Rumi         | France      | Frankel           | Gérald Mossé         | Carlos Laffon-Parias   | Al Shira'aa Farms     | Penja              | Rougir          |
| 21 août      | Prix du Calvados              | Deauville   | Accakaba     | France      | Acclamation       | Maxime Guyon         | Christophe Ferland     | Wertheimer & Frère    | Fleur d'Iris       | Oscula          |
| 22 août      | Prix Kergorlay                | Deauville   | Skazino      | France      | Kendargent        | Mickaël Barzalona    | Cédric Rossi           | Haras de la Gousserie | Rip Van Lips       | Red Verdon      |
| 22 août      | Prix de Pomone                | Deauville   | Raabihah     | France      | Sea The Stars     | Cristian Demuro      | Jean Claude Rouget     | Shadwell France       | Joie de Soir       | Valia           |
| 29 août      | Grand Prix de Deauville       | Deauville   | Glycon       | France      | Le Havre          | Cristian Demuro      | Jean Claude Rouget     | Haras de Saint-Pair   | The Good Man       | Sublimis        |
| 12 septembre | Prix Niel                     | Longchamp   | Bubble Gift  | France      | Nathaniel         | Gérald Mossé         | Mikel Delzangles       | Zak Bloodstock        | Baby Rider         | Timour          |
| 12 septembre | Prix Foy                      | Longchamp   | Deep Bond    | Japon       | Kizuna            | Cristian Demuro      | Ryuji Okubo            | Shinji Maeda          | Broome             | Irésine         |
| 2 octobre    | Prix Chaudenay                | Longchamp   | Manobo       | Royaume-Uni | Sea The Stars     | James Doyle          | Charlie Appleby        | Écurie Godolphin      | Kemari             | Tides of War    |
| 2 octobre    | Prix Daniel Wildenstein       | Longchamp   | Real World   | Royaume-Uni | Dark Angel        | Lanfranco Dettori    | Saeed bin Suroor       | Écurie Godolphin      | The Revenant       | Novemba         |
| 2 octobre    | Prix Dollar                   | Longchamp   | Dubai Honour | Royaume-Uni | Pride of Dubaï    | James Doyle          | William Haggas         | Mohamed Obaida        | Magny Cours        | Dawn Intello    |
| 9 octobre    | Critérium de Maisons-Laffitte | Chantilly   | Malavath     | France      | Mehmas            | Olivier Peslier      | Francis-Henri Graffard | Everest Racing        | Have a Good Day    | Desert Dreamer  |
| 17 octobre   | Prix du Conseil de Paris      | Longchamp   | Seachange    | France      | Siyouni           | Maxime Guyon         | Carlos Laffon-Parias   | Wertheimer & Frère    | Mr de Pourceaugnac | The Good Man    |

##### Courses de groupe 3
| Date         | Course                       | Hippodrome       | Vainqueur         | Pays        | Père               | Jockey               | Entraîneur                  | Propriétaire                  |
| ------------ | ---------------------------- | ---------------- | ----------------- | ----------- | ------------------ | -------------------- | --------------------------- | ----------------------------- |
| 21 mars      | Prix Exbury                  | Saint-Cloud      | Skalleti          | France      | Kendargent         | Gérald Mossé         | Jérôme Reynier              | Jean-Claude Seroul            |
| 3 avril      | Prix Edmond Blanc            | Saint-Cloud      | Wally             | France      | Siyouni            | Cristian Demuro      | Jean-Claude Rouget          | Écurie Jean-Pierre Barjon     |
| 6 avril      | Prix Penelope                | Saint-Cloud      | Philomène         | France      | Dubawi             | Mickaël Barzalona    | André Fabre                 | Écurie Godolphin              |
| 8 avril      | Prix Djebel                  | Deauville        | Fast Raaj         | France      | Iffraaj            | Grégory Benoist      | Yann Barberot               | Écurie du Parc Monceau        |
| 8 avril      | Prix Imprudence              | Deauville        | Reina Madre       | France      | Kingman            | Christophe Soumillon | Mauricio Delcher Sanchez    | Yeguada Centurion SL          |
| 18 avril     | Prix de la Grotte            | Longchamp        | Cirona            | France      | Maxios             | Maxime Guyon         | Christophe Ferland          | Écurie Waldeck                |
| 18 avril     | Prix de Fontainebleau        | Longchamp        | Policy of Truth   | France      | Siyouni            | Maxime Guyon         | Pia et Joakim Brandt        | Haras du Logis Saint Germain  |
| 18 avril     | Prix Noailles                | Longchamp        | Chesire Academy   | France      | Flintshire         | Cristian Demuro      | Jean-Claude Rouget          | White Birch Farm              |
| 11 avril     | Prix La Force                | Longchamp        | Adhamo            | France      | Intello            | Maxime Guyon         | Freddy Head                 | Wertheimer & Frère            |
| 13 mai       | Prix d'Hédouville            | Longchamp        | In Swoop          | France      | Adlerflug          | Olivier Peslier      | Francis-Henri Graffard      | Gestüt Schlenderhan           |
| 11 avril     | Prix Vanteaux                | Longchamp        | Rumi              | France      | Frankel            | Olivier Peslier      | Carlos Laffon-Parias        | Al Shira'aa Farms             |
| 20 avril     | Prix Sigy                    | Chantilly        | Suesa             | France      | Night of Thunder   | Olivier Peslier      | François Rohaut             | George Strawbridge            |
| 1er mai      | Prix Cléopâtre               | Saint-Cloud      | Harajuku          | France      | Deep Impact        | Stéphane Pasquier    | André Fabre                 | Flaxman Stables               |
| 2 mai        | Prix de Barbeville           | Longchamp        | Skazino           | France      | Kendargent         | Mickaël Barzalona    | Cédric Rossi                | Haras de la Gousserie         |
| 2 mai        | Prix Allez France            | Longchamp        | Ebaiyra           | France      | Distorted Humor    | Christophe Soumillon | Alain de Royer-Dupré        | Écurie Aga Khan               |
| 11 mai       | Prix de Guiche               | Chantilly        | Makaloun          | France      | Bated Breath       | Christophe Soumillon | Jean-Claude Rouget          | Écurie Aga Khan               |
| 16 mai       | Prix de Saint-Georges        | Longchamp        | Ideal Beauty      | France      | Invincible Spirit  | Mickaël Barzalona    | André Fabre                 | Écurie Godolphin              |
| 17 mai       | Prix Texanita                | Chantilly        | Suesa             | France      | Night of Thunder   | Olivier Peslier      | François Rohaut             | George Strawbridge            |
| 30 mai       | Prix du Palais Royal         | Longchamp        | Marianafoot       | France      | Footstepsinthesand | Mickaël Barzalona    | Jérôme Reynier              | Jean-Claude Seroul            |
| 6 juin       | Prix de Royaumont            | Chantilly        | Thunder Drum      | France      | Dubawi             | Eddy Hardouin        | Jérôme Reynier              | Lady Bamford                  |
| 13 juin      | La Coupe                     | Longchamp        | Irésine           | France      | Manduro            | Marie Vélon          | Jean-Pierre Gauvin          | Bertrand Millière             |
| 20 juin      | Prix Paul de Moussac         | Chantilly        | Erasmo            | France      | Oasis Dream        | Mickaël Barzalona    | André Fabre                 | Écurie Godolphin              |
| 20 juin      | Prix du Lys                  | Longchamp        | Northern Ruler    | Allemagne   | Ruler of the World | Maxime Guyon         | Andreas Wohler              | Gestüt Schlenderhan           |
| 20 juin      | Prix Bertrand du Breuil      | Chantilly        | Écrivain          | France      | Lope de Vega       | Maxime Guyon         | Carlos Laffon-Parias        | Wertheimer & Frère            |
| 20 juin      | Prix du Bois                 | Chantilly        | Atomic Force      | Royaume-Uni | Cotai Glory        | Stéphane Pasquier    | K. Ryan                     | Pak Kwan Siu                  |
| 1er juillet  | Prix de la Porte Maillot     | Longchamp        | Marianafoot       | France      | Footstepinthesand  | Mickaël Barzalona    | Jérôme Reynier              | Jean-Claude Seroul            |
| 11 juillet   | Prix de Ris-Orangis          | Deauville        | Océan             | France      | Exosphere          | Théo Bachelot        | Stéphane Cérulis            | Trois Mille                   |
| 18 juillet   | Prix Chloe                   | Chantilly        | Noticeable Grace  | France      | Make Believe       | Ioritz Mendizabal    | André Fabre                 | Prince Faisal                 |
| 18 juillet   | Prix Messidor                | Chantilly        | Victor Ludorum    | France      | Shamardal          | Mickaël Barzalona    | André Fabre                 | Écurie Godolphin              |
| 21 juillet   | Grand Prix de Vichy          | Vichy            | Grand Glory       | France      | Olympic Glory      | Cristian Demuro      | Gianluca Bietolini          | Albert Frassetto              |
| 3 août       | Prix de Cabourg              | Deauville        | Have a Good Day   | France      | Adaay              | Cristophe Soumillon  | Florian Guyader             | Theresa Marnane               |
| 3 août       | Prix Six Perfections         | Deauville        | Oscula            | Royaume-Uni | Galileo Gold       | Ryan-Lee Moore       | George Boughey              | N. Bradley Racing             |
| 3 août       | Prix de Psyché               | Deauville        | Penja             | France      | Camelot            | Cristian Demuro      | Jean-Claude Rouget          | Daniel-Yves Treves            |
| 8 août       | Prix de Reux                 | Deauville        | Glycon            | France      | Le Havre           | Cristian Demuro      | Jean Claude Rouget          | Haras de Saint-Pair           |
| 14 août      | Prix de Lieurey              | Deauville        | Cloudy Dawn       | Royaume-Uni | Kodiac             | Vincent Cheminaud    | William Haggas              | James Wigan                   |
| 15 août      | Prix François Boutin         | Deauville        | Who Knows         | France      | Siyouni            | Théo Bachelot        | Stéphane Wattel             | Écurie Parc Monceau           |
| 15 août      | Prix Gontaut-Biron           | Deauville        | Wally             | France      | Siyouni            | Cristian Demuro      | Jean-Claude Rouget          | Écurie Jean-Pierre Barjon     |
| 15 août      | Prix Minerve                 | Deauville        | Free Wind         | Royaume-Uni | Galileo            | Lanfranco Dettori    | John & Thady Gosden         | George Strawbridge            |
| 21 août      | Prix Daphnis                 | Longchamp        | Bellharbour Music | France      | Mshawish           | Ioritz Mendizabal    | Alessandro & Giuseppe Botti | Haras du Logis Saint Germain  |
| 29 août      | Prix de Meautry              | Deauville        | Garrus            | Royaume-Uni | Acclamation        | Ioritz Mendizabal    | Charlie Hills               | Susan Roy                     |
| 29 août      | Prix Quincey                 | Deauville        | Dilawar           | France      | Dubawi             | Cristophe Soumillon  | Alain de Royer-Dupré        | Écurie Aga Khan               |
| 2 septembre  | Prix d'Arenberg              | Longchamp        | Corazon           | Royaume-Uni | Markaz             | Mickaël Barzalona    | George Boughey              | Nick Bradley Racing           |
| 3 septembre  | Prix de Lutèce               | Longchamp        | Ésope             | France      | Galiway            | Stéphane Pasquier    | Hiroo Shimizu               | 3S Race Horse Management      |
| 5 septembre  | Prix La Rochette             | Longchamp        | Acer Alley        | France      | Siyouni            | Olivier Peslier      | Francis-Henri Graffard      | Merry Fox Stud Ltd            |
| 5 septembre  | Prix du Prince d'Orange      | Longchamp        | Saiydabad         | France      | Blame              | Cristophe Soumillon  | Alain de Royer-Dupré        | Écurie Aga Khan               |
| 5 septembre  | La Coupe de Maisons-Laffitte | Longchamp        | Dawn Intello      | France      | Intello            | Olivier Peslier      | Andreas Schutz              | AB Racing & Ades Hazan        |
| 5 septembre  | Prix Gladiateur              | Longchamp        | Bubble Smart      | France      | Intello            | Ioritz Mendizabal    | Mikel Delzangles            | Zak Bloodstock                |
| 9 septembre  | Prix des Chênes              | Longchamp        | Ancient Rome      | France      | War Front          | Mickaël Barzalona    | André Fabre                 | Coolmore                      |
| 9 septembre  | Prix d'Aumale                | Longchamp        | Fleur d'Iris      | France      | Shamardal          | Mickaël Barzalona    | André Fabre                 | Écurie Godolphin              |
| 12 septembre | Prix du Petit Couvert        | Longchamp        | Berneuil          | France      | Lope de Vega       | Cristophe Soumillon  | Carlos & Yann Lerner        | Antoine Gilibert              |
| 12 septembre | Prix du Pin                  | Longchamp        | Sagamiyra         | France      | Sea The Moon       | Cristophe Soumillon  | Mikel Delzangles            | Écurie Aga Khan               |
| 17 septembre | Prix Eclipse                 | Chantilly        | Topgear           | France      | Wootton Bassett    | Stéphane Pasquier    | Fabrice Chappet             | Hisaaki Saito                 |
| 17 septembre | Prix Bertrand de Tarragon    | Chantilly        | Waliyak           | Royaume-Uni | Le Havre           | Cristian Demuro      | Roger Varian                | Fawzi Nass                    |
| 29 septembre | Prix de Condé                | Longchamp        | El Bodegon        | Royaume-Uni | Kodiac             | Ioritz Mendizabal    | James Ferguson              | Nas Syndicate & A.O'Callaghan |
| 1er octobre  | Prix Thomas Bryon            | Saint-Cloud      | Dreamflight       | France      | Frankel            | Maxime Guyon         | André Fabre                 | Lady Bamford                  |
| 19 octobre   | Prix des Réservoirs          | Deauville        | Rosacea           | France      | Soldier Hollow     | Théo Bachelot        | Stéphane Wattele            | Haras de la Perelle           |
| 23 octobre   | Prix Perth                   | Saint-Cloud      | Magny Cours       | France      | Medaglia d'Oro     | Mickaël Barzalona    | André Fabre                 | Écurie Godolphin              |
| 23 octobre   | Prix de Flore                | Saint-Cloud      | Sweet Lady        | France      | Lope de Vega       | Ioritz Mendizabal    | Francis-Henri Graffard      | Gemini Stud                   |
| 23 octobre   | Prix Belle de Nuit           | Saint-Cloud      | Control Tower     | France      | Youmzain           | Cristian Demuro      | Nicolas Clément             | Stella Thayer                 |
| 26 octobre   | Prix de Seine-et-Oise        | Maisons-Laffitte | Egot              | France      | Invincible Spirit  | Mickaël Barzalona    | André Fabre                 | Écurie Godolphin              |
| 26 octobre   | Prix Miesque                 | Maisons-Laffitte | Mangoustine       | France      | Dark Angel         | Maxime Guyon         | Frédéric Rossi              | Intinity Nine Horses          |
| 11 novembre  | Prix Fille de l'Air          | Toulouse         | Ambition          | France      | Dubawi             | Mickaël Barzalona    | Xavier Thomas-Demeaulte     | James Rowsell & Steve Ashley  |

#### Royaume-Uni

##### Courses de groupe 1
| Date         | Course                                       | Hippodrome | Vainqueur          | Pays        | Père               | Jockey               | Entraîneur             | Propriétaire                              | Deuxième           | Troisième         |
| ------------ | -------------------------------------------- | ---------- | ------------------ | ----------- | ------------------ | -------------------- | ---------------------- | ----------------------------------------- | ------------------ | ----------------- |
| 1er mai      | 2000 Guineas Stakes                          | Newmarket  | Poetic Flare       | Irlande     | Dawn Approach      | Kevin Manning        | Jim Bolger             | Mrs. J. Bolger                            | Master of The Seas | Lucky Vega        |
| 2 mai        | 1000 Guineas Stakes                          | Newmarket  | Mother Earth       | Irlande     | Zoffany            | Frankie Dettori      | Aidan O'Brien          | Coolmore                                  | Saffron Beach      | Fev Rover         |
| 15 mai       | Lockinge Stakes                              | Newbury    | Palace Pier        | Royaume-Uni | Kingman            | Lanfranco Dettori    | John & Thady Gosden    | Hamdane Al Maktoum                        | Lady Bowthorpe     | Top Rank          |
| 4 juin       | Coronation Cup                               | Epsom      | Pyledriver         | Royaume-Uni | Harbour Watch      | Martin Dwyer         | W. Muir & Ch. Grassick | La Pyle Partnership                       | Al Aasy            | Japan             |
| 4 juin       | Oaks d'Epsom                                 | Epsom      | Snowfall           | Irlande     | Deep Impact        | Lanfranco Dettori    | Aidan O'Brien          | Coolmore                                  | Mystery Angel      | Divinely          |
| 5 juin       | Derby d'Epsom                                | Epsom      | Adayar             | Royaume-Uni | Frankel            | Adam Kirby           | Charlie Appleby        | Godolphin                                 | Mojo Star          | Hurricane Lane    |
| 15 juin      | St. James's Palace Stakes                    | Ascot      | Poetic Flare       | Irlande     | Dawn Approach      | Kevin Manning        | Jim Bolger             | Mrs. J. Bolger                            | Lucky Vega         | Battleground      |
| 15 juin      | Queen Anne Stakes                            | Ascot      | Palace Pier        | Royaume-Uni | Kingman            | Lanfranco Dettori    | John & Thady Gosden    | Cheikh Al Makhtoum                        | Lope Y Fernandez   | Sir Busker        |
| 15 juin      | King's Stand Stakes                          | Ascot      | Oxted              | Royaume-Uni | Mayson             | Cieren Fallon        | Roger Teal             | Piper, Hirschfeld, Fish & Collins         | Arecibo            | Extravagant Kid   |
| 16 juin      | Prince of Wales's Stakes                     | Ascot      | Love               | Irlande     | Galileo            | Ryan Moore           | Aidan O'Brien          | Coolmore                                  | Audarya            | Armory            |
| 17 juin      | Gold Cup                                     | Ascot      | Subjectivist       | Royaume-Uni | Teofilo            | Joe Fanning          | Mark Johnston          | Jim Walker                                | Princess Zoe       | Spanish Mission   |
| 18 juin      | Commonwealth Cup                             | Ascot      | Campanelle         | États-Unis  | Kodiac             | Lanfranco Dettori    | Wesley Ward            | Stonestreet Stables Llc                   | Dragon Symbol      | Measure of Magic  |
| 18 juin      | Coronation Stakes                            | Ascot      | Alcohol Free       | Royaume-Uni | No Nay Never       | Oisin Murphy         | Andrew M. Balding      | Jeff Smith                                | Snow Lantern       | Mother Earth      |
| 19 juin      | Diamond Jubilee Stakes                       | Ascot      | Dream of Dreams    | Royaume-Uni | Kodiac             | Kevin Stott          | Kevin Ryan             | Haras d'Etreham & Cambridge Stud          | Glen Shiel         | Art Power         |
| 3 juillet    | Eclipse Stakes                               | Sandown    | St Mark's Basilica | Irlande     | Siyouni            | Ioritz Mendizabal    | Aidan O'Brien          | Coolmore                                  | Addeybb            | Mishriff          |
| 9 juillet    | Falmouth Stakes                              | Newmarket  | Snow Lantern       | Royaume-Uni | Frankel            | Sean Levey           | Richard Hannon, Jr.    | Rockcliffe Stud                           | Mother Earth       | Alcohol Free      |
| 10 juillet   | July Cup                                     | Newmarket  | Starman            | Royaume-Uni | Dutch Art          | Tom Marquand         | Ed Walker              | David Ward                                | Dragon Symbol      | Oxted             |
| 24 juillet   | King George VI and Queen Elizabeth Stakes    | Ascot      | Adayar             | Royaume-Uni | Frankel            | William Buick        | Charlie Appleby        | Godolphin                                 | Mishriff           | Love              |
| 27 juillet   | Goodwood Cup                                 | Goodwood   | Trueshan           | Royaume-Uni | Planteur           | Hollie Doyle         | Alan King              | Singula Partnership                       | Away We Goes       | Sir Ron Priestley |
| 28 juillet   | Sussex Stakes                                | Goodwood   | Alcohol Free       | Royaume-Uni | No Nay Never       | Oisin Murphy         | Andrew Balding         | Jeff Smith                                | Poetic Flare       | Snow Lantern      |
| 29 juillet   | Nassau Stakes                                | Goodwood   | Lady Bowthorpe     | Royaume-Uni | Nathaniel          | Kieran Shoemark      | William Jarvis         | Emma L. Banks                             | Zeyaadah           | Joan of Arc       |
| 18 août      | International Stakes                         | York       | Mishriff           | Royaume-Uni | Make Believe       | David Egan           | John & Thady Gosden    | Prince Faisal                             | Alenquer           | Love              |
| 19 août      | Yorkshire Oaks                               | York       | Snowfall           | Irlande     | Deep Impact        | Ryan Moore           | Aidan O'Brien          | D.Smith, S.Magnier & M.Tabor              | Albaflora          | La Joconde        |
| 20 août      | Nunthorpe Stakes                             | York       | Winter Power       | Royaume-Uni | Bungle Inthejungle | Silvestre de Sousa   | Tim Easterby           | King Power Racing                         | Emaraaty Ana       | Dragon Symbol     |
| 4 septembre  | Sprint Cup                                   | Haydock    | Emaraaty Ana       | Royaume-Uni | Shamardal          | Andrea Atzeni        | Kevin Ryan             | Cheikh M. Obaid Al Maktoum                | Starman            | Chil Chil         |
| 11 septembre | St Leger Stakes                              | Doncaster  | Hurricane Lane     | Royaume-Uni | Frankel            | William Buick        | Charlie Appleby        | Godolphin                                 | Mojo Star          | The Mediterranean |
| 25 septembre | Cheveley Park Stakes                         | Newmarket  | Tenebrism          | Irlande     | Caravaggio         | Ryan Moore           | Aidan O'Brien          | Westerberg, Coolmore & Merribelle Stables | Flotus             | Sandrine          |
| 25 septembre | Middle Park Stakes                           | Newmarket  | Perfect Power      | Royaume-Uni | Ardad              | Christophe Soumillon | Richard Fahey          | Cheikh R. Dalmook Al Maktoum              | Castle Star        | Armor             |
| 2 octobre    | Sun Chariot Stakes                           | Newmarket  | Saffron Beach      | Royaume-Uni | New Bay            | William Buick        | Jane Chapple-Hyam      | B.V Sangster, J. Wigan & O. Sangst        | Mother Earth       | Dreamloper        |
| 8 octobre    | Fillies' Mile                                | Newmarket  | Inspiral           | Royaume-Uni | Frankel            | Lanfranco Dettori    | John & Thady Gosden    | Cheveley Park Stud                        | Prosperous Voyage  | Cachet            |
| 9 octobre    | Dewhurst Stakes                              | Newmarket  | Native Trail       | Royaume-Uni | Oasis Dream        | William Buick        | Charlie Appleby        | Godolphin                                 | Dubawi Legend      | Bayside Boy       |
| 16 octobre   | British Champions Sprint Stakes              | Ascot      | Creative Force     | Royaume-Uni | Dubawi             | William Buick        | Charlie Appleby        | Godolphin                                 | Glen Shiel         | Minzaal           |
| 16 octobre   | British Champions Fillies' and Mares' Stakes | Ascot      | Eshaada            | Royaume-Uni | Muhaarar           | Jim Crowley          | Roger Varian           | Shadwell                                  | Albaflora          | Snowfall          |
| 16 octobre   | Queen Elizabeth II Stakes                    | Ascot      | Baaeed             | Royaume-Uni | Sea The Stars      | Jim Crowley          | William Haggas         | Shadwell                                  | Palace Pier        | Lady Bowthorpe    |
| 16 octobre   | Champion Stakes                              | Ascot      | Sealiway           | France      | Galiway            | Mickaël Barzalona    | Cédric Rossi           | Haras de la Gousserie                     | Dubaï Honour       | Mac Swiney        |
| 23 octobre   | Futurity Trophy                              | Doncaster  | Luxembourg         | Irlande     | Camelot            | Ryan Moore           | Aidan O'Brien          | Westerberg & Coolmore                     | Sissoko            | Bayside Boy       |

##### Courses de groupe 2
| Course                              | Hippodrome | Vainqueur         | Pays        | Père              | Jockey             | Entraîneur          |
| ----------------------------------- | ---------- | ----------------- | ----------- | ----------------- | ------------------ | ------------------- |
| Sandown Mile                        | Sandown    | Palace Pier       | Royaume-Uni | Kingman           | Lanfranco Dettori  | John & Thady Gosden |
| Jockey Club Stakes                  | Newmarket  | Sir Ron Priestley | Royaume-Uni | Australia         | Franny Norton      | Mark Johnston       |
| Dahlia Stakes                       | Newmarket  | Lady Bowthorpe    | Royaume-Uni | Nathaniel         | Kieran Shoemark    | William Jarvis      |
| Huxley Stakes                       | Chester    | Armory            | Irlande     | Galileo           | Ryan Moore         | Aidan O'Brien       |
| Duke of York Stakes                 | York       | Starman           | Royaume-Uni | Dutch Art         | Oisin Murphy       | Ed Walker           |
| Middleton Stakes                    | York       | Queen Power       | Royaume-Uni | Shamardal         | Silvestre De Sousa | Sir Michael Stoute  |
| Dante Stakes                        | York       | Hurricane Lane    | Royaume-Uni | Frankel           | William Buick      | Charlie Appleby     |
| Yorkshire Cup                       | York       | Spanish Mission   | Royaume-Uni | Noble Mission     | William Buick      | Andrew Balding      |
| Sandy Lane Stakes                   | Haydock    | Rohaan            | Royaume-Uni | Mayson            | Shane Kelly        | David Evans         |
| Temple Stakes                       | Haydock    | Liberty Beach     | Royaume-Uni | Cable Bay         | Jason Hart         | John Quin           |
| Coventry Stakes                     | Ascot      | Berkshire Shadow  | Royaume-Uni | Dark Angel        | Oisin Murphy       | Andrew Balding      |
| Queen Mary Stakes                   | Ascot      | Quick Suzy        | Royaume-Uni | Profitable        | Gary Carroll       | Gavin Cromwell      |
| Queen's Vase                        | Ascot      | Kemari            | Royaume-Uni | Dubawi            | William Buick      | Charlie Appleby     |
| Duke of Cambridge Stakes            | Ascot      | Indie Angel       | Royaume-Uni | Dark Angel        | Lanfranco Dettori  | John & Thady Gosden |
| Norfolk Stakes                      | Ascot      | Perfect Power     | Royaume-Uni | Ardad             | Paul Hanagan       | Richard Fahey       |
| Ribblesdale Stakes                  | Ascot      | Loving Dream      | Royaume-Uni | Gleneagles        | Robert Havlin      | John & Thady Gosden |
| King Edward VII Stakes              | Ascot      | Alenquer          | Royaume-Uni | Adlerflug         | Tom Marquand       | William Haggas      |
| Hardwicke Stakes                    | Ascot      | Wonderful Tonight | Royaume-Uni | Le Havre          | William Buick      | David Menuisier     |
| Lancashire Oaks                     | Haydock    | Alpinista         | Royaume-Uni | Frankel           | Luke Morris        | Mark Prescott       |
| July Stakes                         | Newmarket  | Lusail            | Royaume-Uni | Mehmas            | Pat Dobbs          | Richard Hannon, Jr. |
| Princess of Wales's Stakes          | Newmarket  | Sir Ron Priestley | Royaume-Uni | Australia         | Franny Norton      | Mark Johnston       |
| Duchess of Cambridge Stakes         | Newmarket  | Sandrine          | Royaume-Uni | Bobby's Kitten    | David Probert      | Andrew Balding      |
| Superlative Stakes                  | Newmarket  | Native Trail      | Royaume-Uni | Oasis Dream       | William Buick      | Charlie Appleby     |
| York Stakes                         | York       | Bangkok           | Royaume-Uni | Australia         | David Probert      | Andrew Balding      |
| Vintage Stakes                      | Goodwood   | Angel Bleu        | Royaume-Uni | Dark Angel        | Lanfranco Dettori  | Ralph Beckett       |
| Lennox Stakes                       | Goodwood   | Kinross           | Royaume-Uni | Kingman           | Rossa Ryan         | Ralph Beckett       |
| Richmond Stakes                     | Goodwood   | Asymmetric        | Royaume-Uni | Showcasing        | Martin Harley      | Alan King           |
| King George Stakes                  | Goodwood   | Suesa             | France      | Night of Thunder  | William Buick      | François Rohaut     |
| Lillie Langtry Stakes               | Goodwood   | Wonderful Tonight | Royaume-Uni | Le Havre          | William Buick      | David Menuisier     |
| Hungerford Stakes                   | Newbury    | Sacred            | Royaume-Uni | Exceed and Excel  | Tom Marquand       | William Haggas      |
| Lowther Stakes                      | York       | Zain Claudette    | Royaume-Uni | No Nay Never      | Ray Dawson         | Ismail Mohammed     |
| Lonsdale Cup                        | York       | Stradivarius      | Royaume-Uni | Sea The Stars     | Lanfranco Dettori  | John & Thady Gosden |
| Gimcrack Stakes                     | York       | Lusail            | Royaume-Uni | Mehmas            | Pat Dobbs          | Richard Hannon, Jr. |
| City of York Stakes                 | York       | Space Blues       | Royaume-Uni | Dubawi            | William Buick      | Charlie Appleby     |
| Great Voltigeur Stakes              | York       | Yibir             | Royaume-Uni | Dubawi            | James Doyle        | Charlie Appleby     |
| Summer Mile Stakes                  | Ascot      | Tilsit            | Royaume-Uni | First Defence     | Kieran Shoemark    | Charles Hills       |
| Celebration Mile                    | Goodwood   | Lavender's Blue   | Royaume-Uni | Sea The Stars     | Rob Hornby         | Amanda Perrett      |
| Park Hill Stakes                    | Doncaster  | Free Wind         | Royaume-Uni | Galileo           | Lanfranco Dettori  | John & Thady Gosden |
| May Hill Stakes                     | Doncaster  | Inspiral          | Royaume-Uni | Frankel           | Lanfranco Dettori  | John & Thady Gosden |
| Doncaster Cup                       | Doncaster  | Stradivarius      | Royaume-Uni | Sea The Stars     | Lanfranco Dettori  | John & Thady Gosden |
| Flying Childers Stakes              | Doncaster  | Caturra           | Royaume-Uni | Mehmas            | Adam Kirby         | Clive Cox           |
| Champagne Stakes                    | Doncaster  | Bayside Boy       | Royaume-Uni | New Bay           | David Egan         | Roger Varian        |
| Park Stakes                         | Doncaster  | Glorious Journey  | Royaume-Uni | Dubawi            | William Buick      | Charlie Appleby     |
| Mill Reef Stakes                    | Newbury    | Wings of War      | Royaume-Uni | Dark Angel        | Adam Kirby         | Clive Cox           |
| Joel Stakes                         | Newmarket  | Benbatl           | Royaume-Uni | Dubawi            | William Buick      | Charlie Appleby     |
| Rockfel Stakes                      | Newmarket  | Hello You         | Royaume-Uni | Invincible Spirit | Rossa Ryan         | David Loughnane     |
| Royal Lodge Stakes                  | Newmarket  | Royal Patronage   | Royaume-Uni | Wootton Bassett   | Jason Hart         | Mark Johnston       |
| Challenge Stakes                    | Newmarket  | Al Suhail         | Royaume-Uni | Dubawi            | William Buick      | Charlie Appleby     |
| British Champions Long Distance Cup | Ascot      | Trueshan          | Royaume-Uni | Planteur          | Hollie Doyle       | Alan King           |

##### Courses de groupe 3
| Course                         | Hippodrome | Vainqueur          | Pays        | Père               | Jockey             | Entraîneur                    |
| ------------------------------ | ---------- | ------------------ | ----------- | ------------------ | ------------------ | ----------------------------- |
| Winter Derby                   | Lingfield  | Forest of Dean     | Royaume-Uni | Iffraaj            | Robert Havlin      | John & Thady Gosden           |
| Earl of Sefton Stakes          | Newmarket  | My Oberon          | Royaume-Uni | Dubawi             | James Doyle        | William Haggas                |
| Nell Gwyn Stakes               | Newmarket  | Sacred             | Royaume-Uni | Exceed And Excel   | Ryan Moore         | William Haggas                |
| Abernant Stakes                | Newmarket  | Summerghand        | Royaume-Uni | Lope de Vega       | Daniel Tudhope     | David O'Meara                 |
| Craven Stakes                  | Newmarket  | Master of The Seas | Royaume-Uni | Dubawi             | William Buick      | Charlie Appleby               |
| John Porter Stakes             | Newbury    | Al Aasy            | Royaume-Uni | Sea The Stars      | Jim Crowley        | William Haggas                |
| Fred Darling Stakes            | Newbury    | Alcohol Free       | Royaume-Uni | No Nay Never       | Oisin Murphy       | Andrew M. Balding             |
| Greenham Stakes                | Newbury    | Chindit            | Royaume-Uni | Wootton Bassett    | Pat Dobbs          | Richard Hannon, Jr.           |
| Gordon Richards Stakes         | Sandown    | Waldkonig          | Royaume-Uni | Kingman            | Lanfranco Dettori  | John & Thady Gosden           |
| Sandown Classic Trial          | Sandown    | Alenquer           | Royaume-Uni | Adleflug           | Tom Marquand       | William Haggas                |
| Sagaro Stakes                  | Ascot      | Stradivarius       | Royaume-Uni | Sea The Stars      | Lanfranco Dettori  | John & Thady Gosden           |
| Pavilion Stakes                | Ascot      | Rohaan             | Royaume-Uni | Mayson             | Ryan Moore         | David Evans                   |
| Palace House Stakes            | Newmarket  | Lazuli             | Royaume-Uni | Dubawi             | William Buick      | Charlie Appleby               |
| Chester Vase                   | Chester    | Youth Spirit       | Royaume-Uni | Camelot            | Tom Marquand       | Andrew Balding                |
| Ormonde Stakes                 | Chester    | Japan              | Irlande     | Galileo            | Ryan Moore         | Aidan O'Brien                 |
| Chartwell Fillies' Stakes      | Lingfield  | Axana              | Allemagne   | Soldier Hollow     | Jason Watson       | Andreas Wöhler                |
| Musidora Stakes                | York       | Snowfall           | Irlande     | Deep Impact        | Lanfranco Dettori  | Aidan O'Brien                 |
| Aston Park Stakes              | Newbury    | Al Aasy            | Royaume-Uni | Sea The Stars      | Jim Crowley        | William Haggas                |
| Brontë Cup                     | York       | Tribal Craft       | Royaume-Uni | Mastercraftsman    | David Probert      | Andrew Balding                |
| Henry II Stakes                | Sandown    | Lismore            | Irlande     | Zoffany            | Jamie Spencer      | Henry de Bromhead             |
| Brigadier Gerard Stakes        | Sandown    | Euchen Glen        | Royaume-Uni | Authorized         | Paul Mulrennan     | Jim Goldie                    |
| Pinnacle Stakes                | Haydock    | La Lune            | Royaume-Uni | Champs Élysées     | David Probert      | Henry Candy                   |
| John of Gaunt Stakes           | Haydock    | Kinross            | Royaume-Uni | Kingman            | Lanfranco Dettori  | Ralph Beckett                 |
| Princess Elizabeth Stakes      | Epsom      | Parent's Prayer    | Royaume-Uni | Kingman            | Oisin Murphy       | Archie Watson                 |
| Diomed Stakes                  | Epsom      | Oh This Is Us      | Royaume-Uni | Acclamation        | Tom Marquand       | Richard Hannon Jr.            |
| Hampton Court Stakes           | Ascot      | Mohaafeth          | Royaume-Uni | Frankel            | Jim Crowley        | William Haggas                |
| Albany Stakes                  | Ascot      | Sandrine           | Royaume-Uni | Bobby's Kitten     | David Probert      | Andrew Balding                |
| Jersey Stakes                  | Ascot      | Creative Force     | Royaume-Uni | Dubawi             | James Doyle        | Charlie Appleby               |
| Bahrain Trophy                 | Newmarket  | Yibir              | Royaume-Uni | Dubawi             | James Doyle        | Charlie Appleby               |
| Summer Stakes                  | York       | Light Refrain      | Royaume-Uni | Frankel            | Tom Marquand       | William Haggas                |
| Chipchase Stakes               | Newcastle  | Chil Chil          | Royaume-Uni | Exceed and Excel   | Silvestre de Sousa | Andrew Balding                |
| Hoppings Stakes                | Newcastle  | Zeyaadah           | Royaume-Uni | Tamayuz            | Jim Crowley        | Roger Varian                  |
| Criterion Stakes               | Newmarket  | Glorious Journey   | Royaume-Uni | Dubawi             | William Buick      | Charlie Appleby               |
| John Smith's Silver Cup Stakes | York       | Hukum              | Royaume-Uni | Sea The Stars      | Jim Crowley        | Owen Burrows                  |
| Sprint Stakes                  | Sandown    | Came From The Dark | Royaume-Uni | Dark Angel         | Tom Marquand       | Ed Walker                     |
| Hackwood Stakes                | Newbury    | Happy Romance      | Royaume-Uni | Dandy Man          | Sean Levey         | Richard Hannon                |
| Valiant Fillies' Stakes        | Ascot      | Dreamloper         | Royaume-Uni | Lope de Vega       | Oisin Murphy       | Ed Walker                     |
| Princess Margaret Stakes       | Ascot      | Zain Claudette     | Royaume-Uni | No Nay Never       | Ray Dawson         | Ismail Mohammed               |
| Oak Tree Stakes                | Goodwood   | Last Empire        | Royaume-Uni | Pivotal            | Daniel Tudhope     | Kevin Ryan                    |
| Molecomb Stakes                | Goodwood   | Armor              | Royaume-Uni | No Nay Never       | Ryan Moore         | Richard Hannon                |
| Gordon Stakes                  | Goodwood   | Ottoman Emperor    | Irlande     | Excelebration      | Ben Coen           | Johnny Murtagh                |
| Glorious Stakes                | Goodwood   | Passion and Glory  | Royaume-Uni | Cape Cross         | Oisin Murphy       | Saeed bin Suroor              |
| Sweet Solera Stakes            | Newmarket  | Majestic Glory     | Royaume-Uni | Frankel            | David Probert      | Andrew Balding                |
| Thoroughbred Stakes            | Goodwood   | Foxes Tales        | Royaume-Uni | Zoffany            | Silvestre de Sousa | Andrew Balding                |
| Rose of Lancaster Stakes       | Haydock    | Baaeed             | Royaume-Uni | Sea The Stars      | Jim Crowley        | William Haggas                |
| Sovereign Stakes               | Salisbury  | Megallan           | Royaume-Uni | Kingman            | Robert Havlin      | John & Thady Gosden           |
| Geoffrey Freer Stakes          | Newbury    | Hukum              | Royaume-Uni | Sea The Stars      | Jim Crowley        | Owen Burrows                  |
| Acomb Stakes                   | York       | Royal Patronage    | Royaume-Uni | Wootton Bassett    | Jason Hart         | Mark Johnston                 |
| Strensall Stakes               | York       | Real World         | Royaume-Uni | Dark Angel         | Marco Ghiani       | Saeed bin Suroor              |
| Solario Stakes                 | Sandown    | Reach For The Moon | Royaume-Uni | Sea The Stars      | Lanfranco Dettori  | John & Thady Gosden           |
| Atalanta Stakes                | Sandown    | Saffron Beach      | Royaume-Uni | New Bay            | Hollie Doyle       | Jane Chapple-Hyam             |
| Prestige Stakes                | Goodwood   | Mise en Scène      | Royaume-Uni | Siyouni            | Oisin Murphy       | James Ferguson                |
| March Stakes                   | Goodwood   | Dancing King       | Royaume-Uni | Free Eagle         | Joe Fanning        | Mark Johnston                 |
| Winter Hill Stakes             | Windsor    | Solid Stone        | Royaume-Uni | Shamardal          | Richard Kingscote  | Sir Michael Stoute            |
| Supreme Stakes                 | Goodwood   | Toro Strike        | Royaume-Uni | Toronado           | Ryan Moore         | Richard Fahey                 |
| Dick Poole Fillies' Stakes     | Salisbury  | Romantic Time      | Royaume-Uni | Time Test          | Hollie Doyle       | William Stone                 |
| September Stakes               | Kempton    | Hamish             | Royaume-Uni | Motivator          | Par Dobbs          | William Haggas                |
| Superior Mile                  | Haydock    | Artistic Rifles    | Royaume-Uni | War Command        | Andrea Atzeni      | Ed Bethell                    |
| Sirenia Stakes                 | Kempton    | Eve Lodge          | Royaume-Uni | Ardad              | Jim Crowley        | Charlie Fellowes              |
| Sceptre Stakes                 | Doncaster  | Just Beautiful     | Royaume-Uni | Pride of Dubaï     | Silvestre de Sousa | Ivan Furtado                  |
| World Trophy                   | Newbury    | Hurricane Ivor     | France      | Ivawood            | Tom Marquand       | William Haggas                |
| Legacy Cup                     | Newbury    | Solid Stone        | Royaume-Uni | Shamardal          | William Buick      | Sir Michael Stoute            |
| Firth of Clyde Stakes          | Ayr        | Nazanin            | Royaume-Uni | Declaration of War | Hollie Doyle       | Archie Watson                 |
| Somerville Tattersall Stakes   | Newmarket  | Modern Games       | Royaume-Uni | Dubawi             | William Buick      | Charlie Appleby               |
| Princess Royal Stakes          | Newmarket  | Forbearance        | Irlande     | Galileo            | Shane Foley        | Jessica Harrington            |
| Cumberland Lodge Stakes        | Ascot      | Hukum              | Royaume-Uni | Sea The Stars      | Jim Crowley        | Owen Burrows                  |
| Bengough Stakes                | Ascot      | Vadream            | Royaume-Uni | Brazen Beau        | David Egan         | Charlie Fellowes              |
| Cornwallis Stakes              | Newmarket  | Twilight Jet       | Irlande     | Twilight Son       | Leigh Roche        | Michael O’Callaghan           |
| Oh So Sharp Stakes             | Newmarket  | Fast Attack        | Royaume-Uni | Kodiac             | James Doyle        | Ed & Simon Crisford           |
| Pride Stakes                   | Newmarket  | Ville de Grâce     | Royaume-Uni | Le Havre           | Sir Michael Stoute | Hunscote Stud Ltd & C. Humber |
| Zetland Stakes                 | Newmarket  | Goldspur           | Royaume-Uni | Dubawi             | James Doyle        | Charlie Appleby               |
| Autumn Stakes                  | Newmarket  | Coroebus           | Royaume-Uni | Dubawi             | William Buick      | Charlie Appleby               |
| Darley Stakes                  | Newmarket  | Mostahdaf          | Royaume-Uni | Frankel            | Jim Crowley        | John & Thady Gosden           |
| Horris Hill Stakes             | Newbury    | Light Infantry     | Royaume-Uni | Fast Company       | Jamie Spencer      | David Simcock                 |
| St. Simon Stakes               | Newbury    | Ilaraab            | Royaume-Uni | Wootton Bassett    | Tom Marquand       | William Haggas                |

#### Irlande

##### Courses de groupe 1
| Date         | Course                          | Hippodrome   | Vainqueur          | Pays        | Père             | Jockey             | Entraîneur         | Propriétaire                | Deuxième         | Troisième          |
| ------------ | ------------------------------- | ------------ | ------------------ | ----------- | ---------------- | ------------------ | ------------------ | --------------------------- | ---------------- | ------------------ |
| 22 mai       | Irish 2000 Guineas Stakes       | Curragh      | Mac Swiney         | Irlande     | New Approach     | Kevin Manning      | Jim Bolger         | Mrs. J. Bolger              | Poetic Flare     | Van Gogh           |
| 23 mai       | Irish 1000 Guineas Stakes       | Curragh      | Empress Josephine  | Irlande     | Galileo          | James A. Heffernan | Aidan O'Brien      | Coolmore                    | Joan of Arc      | No Speak Alexander |
| 23 mai       | Tattersalls Gold Cup            | Curragh      | Helvic Dream       | Irlande     | Power            | Colin Keane        | Noel Meade         | C. Hendron & M. Cahill      | Broome           | True Self          |
| 26 juin      | Irish Derby                     | Curragh      | Hurricane Lane     | Royaume-Uni | Frankel          | William Buick      | Charlie Appleby    | Godolphin                   | Lone Eagle       | Wordsworth         |
| 27 juin      | Pretty Polly Stakes             | Curragh      | Thundering Nights  | Irlande     | Night of Thunder | Shane Cross        | Joseph O'Brien     | Shapoor Mistry              | Santa Barbara    | Cayenne Pepper     |
| 17 juillet   | Irish Oaks                      | Curragh      | Snowfall           | Irlande     | Deep Impact      | Ryan Moore         | Aidan O'Brien      | Coolmore                    | Divinely         | Nicest             |
| 8 août       | Phoenix Stakes                  | Curragh      | Ebro River         | Royaume-Uni | Galileo Gold     | Shane Foley        | Hugo Palmer        | Al Shaqab Racing            | Dr Zempf         | Go Bears Go        |
| 11 septembre | Irish Champion Stakes           | Leopardstown | St Mark's Basilica | Irlande     | Siyouni          | Ryan Moore         | Aidan O'Brien      | Coolmore                    | Tarnawa          | Poetic Flare       |
| 11 septembre | Matron Stakes                   | Leopardstown | No Speak Alexander | Irlande     | Shalaa           | Shane Foley        | Jessica Harrington | Charles O'Callaghan         | Pearls Galore    | Mother Earth       |
| 12 septembre | Flying Five Stakes              | Curragh      | Romantic Proposal  | Irlande     | Raven's Pass     | Chris Hayes        | Edward Lynam       | Clipper Logistics Group Ltd | A Case of You    | Glass Slippers     |
| 12 septembre | Moyglare Stud Stakes            | Curragh      | Discoveries        | Irlande     | Mastercraftsman  | Shane Foley        | Jessica Harrington | Écurie Niarchos             | Agartha          | Sunset Shiraz      |
| 12 septembre | Vincent O'Brien National Stakes | Curragh      | Native Trail       | Royaume-Uni | Oasis Dream      | William Buick      | Charlie Appleby    | Godolphin                   | Point Lonsdale   | Ebro River         |
| 12 septembre | Irish St. Leger                 | Curragh      | Sonnyboyliston     | Irlande     | Power            | Ben Coen           | Johnny Murtagh     | Kildare Racing Club         | Twilight Payment | Baron Samedi       |

##### Courses de groupe 2
| Date         | Course                 | Hippodrome   | Vainqueur          | Pays        | Père               | Jockey          | Entraîneur         | Propriétaire                   | Deuxième         | Troisième         |
| ------------ | ---------------------- | ------------ | ------------------ | ----------- | ------------------ | --------------- | ------------------ | ------------------------------ | ---------------- | ----------------- |
| 3 mai        | Mooresbridge Stakes    | Curragh      | Broome             | Irlande     | Australia          | Ryan Moore      | Aidan O'Brien      | Matsushima & Coolmore          | Helvic Dream     | Twilight Payment  |
| 22 mai       | Ridgewood Pearl Stakes | Curragh      | Epona Plays        | Irlande     | Australia          | W.J. Lee        | W. McCreery        | Renzo Forni                    | Soul Search      | Too Soon To Panic |
| 22 mai       | Greenlands Stakes      | Curragh      | Gustavus Weston    | Irlande     | Equiano            | Gary Carroll    | Joseph G. Murphy   | Alfred Sweetnam                | Make A Challenge | Sonaiyla          |
| 26 juin      | Railway Stakes         | Curragh      | Go Bears Go        | Royaume-Uni | Kodi Bear          | Rossa Ryan      | David Loughnane    | Amo Racing Limited et P. Waney | Castle Star      | Masseto           |
| 27 juin      | Balanchine Stakes      | Curragh      | Velocidad          | Irlande     | Gleneagles         | Declan McDonogh | Joseph P. O'Brien  | Westerberg & Coolmore          | Yet              | Cheerupsleepyjean |
| 27 juin      | Curragh Cup            | Curragh      | Amhran Na Bhfiann  | Irlande     | Galileo            | Ryan Moore      | Aidan O'Brien      | Coolmore                       | Pondus           | Passion           |
| 17 juillet   | Sapphire Stakes        | Curragh      | Mooneista          | Irlande     | Dandy Man          | Colin Keane     | Jack W. Davison    | Paula Davison                  | Gustavus Weston  | Romantic Proposal |
| 18 juillet   | Kilboy Estate Stakes   | Curragh      | Insinuendo         | Irlande     | Gleneagles         | W.J. Lee        | W. McCreery        | Deegan Racing Syndicate        | April Showers    | Lovely Esteem     |
| 18 juillet   | Minstrel Stakes        | Curragh      | Order of Australia | Irlande     | Australia          | Ryan Moore      | Aidan O'Brien      | Coolmore                       | Njord            | Power Under Me    |
| 21 août      | Debutante Stakes       | Curragh      | Agartha            | Irlande     | Caravaggio         | Declan McDonogh | Joseph P. O'Brien  | Scott C. Heider                | Sunset Shiraz    | Discoveries       |
| 21 août      | Futurity Stakes        | Curragh      | Point Lonsdale     | Irlande     | Australia          | Ryan Moore      | Aidan O'Brien      | Westerberg & Coolmore          | Maritime Wings   | The Acropolis     |
| 11 septembre | Clipper Boomerang Mile | Leopardstown | Real Appeal        | Irlande     | Sidestep           | Shane Foley     | Jessica Harrington | Zhang Yuesheng                 | Fev Rover        | Horoscope         |
| 12 septembre | Blandford Stakes       | Curragh      | La Petite Coco     | Irlande     | Ruler Of The World | W. J. Lee       | P. Twomey          | Team Valor International LLC   | Love             | Thundering Nights |
| 25 septembre | Beresford Stakes       | Curragh      | Luxembourg         | Irlande     | Camelot            | Ryan Moore      | Aidan O'Brien      | Westerberg & Coolmore          | Manu Et Corde    | Tuwaiq            |

##### Courses de groupe 3
| Course                                  | Hippodrome   | Vainqueur          |
| --------------------------------------- | ------------ | ------------------ |
| Park Express Stakes                     | Curragh      | Epona Plays        |
| Leopardstown 1,000 Guineas Trial Stakes | Leopardstown | Keeper of Time     |
| Ballysax Stakes                         | Leopardstown | Bolshoi Ballet     |
| Alleged Stakes                          | Curragh      | Broome             |
| Gladness Stakes                         | Curragh      | Lancaster House    |
| Vintage Crop Stakes                     | Navan        | Baron Samedi       |
| Athasi Stakes                           | Curragh      | No Speak Alexander |
| Blue Wind Stakes                        | Naas         | Insinuendo         |
| Irish 1,000 Guineas Trial               | Leopardstown | Joan of Arc        |
| Derrinstown Stud Derby Trial            | Leopardstown | Bolshoi Ballet     |
| Amethyst Stakes                         | Leopardstown | Maker of Kings     |
| Lacken Stakes                           | Naas         | A Case Of You      |
| Fillies' Sprint Stakes                  | Naas         | Hermana Estrella   |
| Gallinule Stakes                        | Curragh      | Earlswood          |
| Ballyogan Stakes                        | Curragh      | Sonaiyla           |
| Munster Oaks                            | Cork         | Thunder Kiss       |
| Ballycorus Stakes                       | Leopardstown | Real Appeal        |
| International Stakes                    | Curragh      | Cadillac           |
| Brownstown Stakes                       | Fairyhouse   | Pearls Galore      |
| Stannera Stakes                         | Leopardstown | Believe In Love    |
| Silver Flash Stakes                     | Leopardstown | Agartha            |
| Anglesey Stakes                         | Curragh      | Beauty Inspire     |
| Tyros Stakes                            | Leopardstown | Point Lonsdale     |
| Meld Stakes                             | Leopardstown | Japan              |
| Give Thanks Stakes                      | Cork         | La Petite Coco     |
| Ballyroan Stakes                        | Leopardstown | Tarnawa            |
| Phoenix Sprint Stakes                   | Curragh      | Gustavus Weston    |
| Desmond Stakes                          | Leopardstown | Create Belief      |
| Fairy Bridge Stakes                     | Tipperary    | Pearls Galore      |
| Royal Whip Stakes                       | Curragh      | Earlswood          |
| Irish St Leger Trial Stakes             | Curragh      | Twilight Payment   |
| Flame Of Tara Stakes                    | Curragh      | Magical Lagoon     |
| Round Tower Stakes                      | Curragh      | Sacred Bridge      |
| Snow Fairy Stakes                       | Curragh      | Acanella           |
| Juvenile Turf Stakes                    | Leopardstown | Atomic Jones       |
| Paddy Power Stakes                      | Leopardstown | Camorra            |
| Denny Cordell Lavarack Fillies Stakes   | Gowran Park  | Astadash           |
| Loughbrown Stakes                       | Curragh      | Search For A Song  |
| Weld Park Stakes                        | Curragh      | Concert Hall       |
| Renaissance Stakes                      | Curragh      | Art Power          |
| Diamond Stakes                          | Dundalk      | Bear Story         |
| Concorde Stakes                         | Tipperary    | Maker of Kings     |
| Killavullan Stakes                      | Leopardstown | Glounthaune        |
| Mercury Stakes                          | Dundalk      | The Highway Rat    |
| Eyrefield Stakes                        | Leopardstown | Duke De Sessa      |

#### Allemagne

##### Courses de groupe 1
| Date         | Course                 | Hippodrome  | Vainqueur       | Pays        | Père            | Jockey          | Entraîneur        | Propriétaire       | Deuxième        | Troisième         |
| ------------ | ---------------------- | ----------- | --------------- | ----------- | --------------- | --------------- | ----------------- | ------------------ | --------------- | ----------------- |
| 4 juillet    | Derby Allemand         | Hambourg    | Sisfahan        | Allemagne   | Isfahan         | Andrasch Starke | Henk Grewe        | Darius racing      | Alter Adler     | Imi               |
| 25 juillet   | Grosser Dallmayr-Preis | Munich      | Skalleti        | France      | Kendargent      | Gérald Mossé    | Jérôme Reynier    | Jean-Claude Seroul | Grocer Jack     | No Limit Credit   |
| 1er août     | Preis der Diana        | Düsseldorf  | Palmas          | Allemagne   | Lord of England | Eduardo Pedroza | Andreas Wöhler    | Gestüt Etzean      | Isfahani        | Noble Heidi       |
| 8 août       | Grand Prix de Berlin   | Hoppegarten | Alpinista       | Royaume-Uni | Frankel         | Luke Morris     | Sir Mark Prescott | Kirsten Rausing    | Torquator Tasso | Walton Street     |
| 5 septembre  | Grand Prix de Baden    | Baden-Baden | Torquator Tasso | Allemagne   | Adlerflug       | René Piechulek  | Marcel Weiss      | Gestüt Auenquelle  | Sisfahan        | Passion and Glory |
| 26 septembre | Preis von Europa       | Cologne     | Alpinista       | Royaume-Uni | Frankel         | Luke Morris     | Sir Mark Prescott | Kirsten Rausing    | Nerium          | Sisfahan          |
| 7 novembre   | Grand Prix de Bavière  | Munich      | Alpinista       | Royaume-Uni | Frankel         | Luke Morris     | Sir Mark Prescott | Kirsten Rausing    | Mendocino       | Nerium            |

##### Courses de groupe 2
| Date        | Course                      | Hippodrome  | Vainqueur       | Pays      | Père           | Jockey               | Entraîneur                     | Propriétaire      | Deuxième       | Troisième          |
| ----------- | --------------------------- | ----------- | --------------- | --------- | -------------- | -------------------- | ------------------------------ | ----------------- | -------------- | ------------------ |
| 18 avril    | Carl Jaspers-Preis          | Cologne     | Nerium          | Allemagne | Camelot        | Bauyrzhan Murzabayev | Peter Schiergen                | Stall Nizza       | Kaspar         | Sunny Queen        |
| 9 mai       | Oleander-Rennen             | Hoppegarten | Rip van Lips    | Allemagne | Rip van Winkle | Gérald Mossé         | Andreas Suborics               | Stall Lintec      | Memphis        | Brokeback Mountain |
| 24 mai      | Mehl-Mülhens-Rennen         | Cologne     | Mythico         | Allemagne | Adlerflug      | René Piechulek       | Jean-Pierre Carvalho           | Stall TMB         | Best Lightning | Best of Lips       |
| 6 juin      | Grosser Preis der RP Gruppe | Mülheim     | Kaspar          | Allemagne | Pivotal        | Adrie de Vries       | Markus Klug                    | Gestüt Rottgen    | Grocer Jack    | Only the Brave     |
| 6 juin      | Diana-Trial                 | Mülheim     | Sconset         | Allemagne | Soldier Hollow | Bauyrzhan Murzabayev | Peter Schiergen                | Gestut Ebbesloh   | Argentina      | Quickstep Girl     |
| 30 mai      | Badener Meile               | Düsseldorf  | Jin Jin         | Allemagne | Canford Cliffs | Bauyrzhan Murzabayev | Andreas Suborics               | Sabine Goldberg   | Alpen Rose     | Galova             |
| 30 mai      | 1000 guinées allemandes     | Düsseldorf  | Novemba         | Allemagne | Gleneagles     | Sibylle Vogt         | Peter Schiergen                | Gestut Brummerhof | Sky Angel      | Belcarra           |
| 13 juin     | Union-Rennen                | Cologne     | Best of Lips    | Allemagne | The Gurkha     | Lukas Delozier       | Andreas Suborics               | Stall Lintec      | Dolcetto       | Sky Out            |
| 3 juillet   | Hansa-Preis                 | Hamburg     | Torquator Tasso | Allemagne | Adlerflug      | René Piechulek       | Marcel Weiss                   | Gestüt Auenquelle | Sunny Queen    | Nerium             |
| 4 septembre | T. von Zastrow Stutenpreis  | Baden-Baden | Waldbiene       | Allemagne | Intello        | Alexander Pietsch    | Waldemar Hickst                | Stall Grafenberg  | Walkaway       | Isfahani           |
| 5 septembre | Oettingen-Rennen            | Baden-Baden | Rodaballo       | Espagne   | Lope de Vega   | Jose Luis Martinez   | Guillermo Arizkorreta Elosegui | Pata Negra Racing | Jin Jin        | Liberty London     |

##### Courses de groupe 3
| Course                                     | Hippodrome  | Vainqueur      |
| ------------------------------------------ | ----------- | -------------- |
| Frühjahrs-Meile                            | Düsseldorf  | Zavaro         |
| Dr. Busch-Memorial                         | Krefeld     | Best of Lips   |
| Silberne Peitsche                          | Munich      | Majestic Colt  |
| Schwarzgold-Rennen                         | Cologne     | Belcarra       |
| Bavarian Classic                           | Munich      | Lambo          |
| Fruhjars-Preis Derby Trial                 | Hoppegarten | Sea of Sands   |
| Dortmund Grand Prix                        | Dortmund    | Liberty London |
| Grosser Preis von LOTTO Hamburg            | Hambourg    | Majestic Colt  |
| Hamburger Stutenmeile                      | Hambourg    | Reine d'Amour  |
| Hamburger Stuten-Preis                     | Hambourg    | Sconset        |
| Preis der Sparkassen-Finanzgruppe          | Baden-Baden | Tabera         |
| Fürstenberg-Rennen                         | Hoppegarten | Adrian         |
| Fritz Henkel Stiftungs-Rennen              | Düsseldorf  | Liberty London |
| Zukunfts-Rennen                            | Baden-Baden | Rocchigiani    |
| Goldene Peitsche                           | Baden-Baden | Kitty Marion   |
| Deutsches St. Leger                        | Dortmund    | Aff Un Zo      |
| Grosser Preis der Landeshauptstadt Dresden | Dresden     | Alpen Rose     |
| Preis der Deutschen Einheit                | Hoppegarten | Grocer Jack    |
| Silbernes Pferd                            | Hoppegarten | Aff Un Zo      |
| G. P. der Landeshauptstadt Düsseldorf      | Düsseldorf  | Marshmallow    |
| Preis des Winterfavoriten                  | Cologne     | Sea Bay        |
| Baden-Württemberg-Trophy                   | Baden-Baden | Only The Brave |
| Herzog von Ratibor-Rennen                  | Krefeld     | Tünnes         |
| Preis der Winterkönigin                    | Baden-Baden | Lizaid         |
| Herbst Stutenpreis                         | Hanovre     | Walkaway       |

#### Italie
| Course                             | Hippodrome | Vainqueur       | Pays      | Père             | Jockey           | Entraîneur         |
| ---------------------------------- | ---------- | --------------- | --------- | ---------------- | ---------------- | ------------------ |
| Derby Italiano                     | Capanelle  | Tokyo Gold      | France    | Kendargent       | Cristian Demuro  | Satoshi Kobayashi  |
| Oaks d'Italia                      | Capanelle  | Eulaila         | Italie    | Arcano           | Dario Vargu      | Alduino Botti      |
| Premio Presidente della Repubblica | Capanelle  | Attimo Fuggente | Italie    | Exceed and Excel | Fabio Branca     | Alduino Botti      |
| Gran Premio di Milano              | San Siro   | Wally           | France    | Siyouni          | Cristian Demuro  | Jean-Claude Rouget |
| Premio Federico Tesio              | Capanelle  | Thunderman      | Italie    | Blu Air Force    | Dario Vargu      | Alduino Botti      |
| Premio Vittorio di Capua           | Capanelle  | Rubaiyat        | Allemagne | Rubaiyat         | Clément Lecœuvre | Henk Grewe         |
| Gran Premio del Jockey-Club        | Capanelle  | Road To Arc     | Italie    | Planteur         | Antonio Orani    | Jérôme Reynier     |
| Premio Dormello                    | Capanelle  | Atamisque       | Italie    | Highland Reel    | Mario Sanna      | Alduino Botti      |
| Gran Criterium                     | Capanelle  | Don Chicco      | Italie    | El Kabeir        | Agostino Affe    | Luigi Colasanti    |
| Premio Lydia Tesio                 | Capanelle  | Sopran Basilea  | Italie    | Night of Thunder | Carlo Fiocchi    | Leonardo Ciampoli  |
| Premio Roma                        | Capanelle  | Skalleti        | France    | Kendargent       | Antonio Orani    | Jérôme Reynier     |

#### États-Unis
| Date        | Course                              | Hippodrome       | Vainqueur         | Pays        | Père               | Jockey               | Entraîneur         | Propriétaire                            | Deuxième           | Troisième          |
| ----------- | ----------------------------------- | ---------------- | ----------------- | ----------- | ------------------ | -------------------- | ------------------ | --------------------------------------- | ------------------ | ------------------ |
| 23 janvier  | Pegasus World Cup                   | Gulfstream Park  | Knicks Go         | États-Unis  | Paynter            | Joel Rosario         | Brad H. Cox        | Korea Racing Authorithy                 | Jesus' Team        | Independence Hall  |
| 23 janvier  | Pegasus World Cup Turf              | Gulfstream Park  | Colonel Liam      | États-Unis  | Liam's Map         | Irad Ortiz, Jr.      | Todd Pletcher      | Robert E. & Lawana L. Low               | Largent            | Cross Border       |
| 3 avril     | Santa Anita Derby                   | Santa Anita Park | Rock Your World   | États-Unis  | Candy Ride         | Umberto Rispoli      | John W. Sadler     | Hronis Racng LLC & D. M. Talla          | Medina Spirit      | Dream Shake        |
| 30 avril    | Kentucky Oaks                       | Churchill Downs  | Malathaat         | États-Unis  | Curlin             | John Velazquez       | Todd A. Pletcher   | Shadwell Stable                         | Search Results     | Will's Secret      |
| 1er mai     | Kentucky Derby                      | Churchill Downs  | Mandaloun         | États-Unis  | Into Mischief      | Florent Géroux       | Brad H. Cox        | Juddmonte Farms                         | Hot Rod Charlie    | Essential Quality  |
| 8 mai       | Man o'War Stakes                    | Belmont Park     | Channel Cat       | États-Unis  | English Channel    | John Velazquez       | Jack Sisterton     | Calumet Farm                            | Gufo               | Moon Over Miami    |
| 15 mai      | Preakness Stakes                    | Pimlico          | Rombauer          | États-Unis  | English Channel    | Flavien Prat         | Michael McCarthy   | John & Diane Fradkin                    | Midnight Bourbon   | Medina Spirit      |
| 6 juin      | Belmont Stakes                      | Belmont Park     | Essential Quality | États-Unis  | Tapit              | Luis Saez            | Brad H. Cox        | Écurie Godolphin                        | Hot Rod Charlie    | Rombauer           |
| 15 août     | Arlington Million                   | Arlington Park   | Two Emmys         | États-Unis  | English Channel    | James Graham         | Hugh Robertson     | Wolfe Racing & Hugh Robertson           | Domestic Spending  | Glynn County       |
| 28 août     | Travers Stakes                      | Saratoga         | Essential Quality | États-Unis  | Tapit              | Luis Saez            | Brad H. Cox        | Écurie Godolphin                        | Midnight Bourbon   | Miles D.           |
| 4 septembre | Jockey Club Gold Cup                | Belmont Park     | Max Player        | États-Unis  | Honor Code         | Ricardo Santana, Jr. | Steve Asmussen     | George E. Hall                          | Happy Saver        | Forza di Oro       |
| 2 octobre   | Woodward Stakes                     | Saratoga         | Art Collector     | États-Unis  | Bernardini         | Luis Saez            | William I. Mott    | Bruce Lunsford                          | Max Field          | Dr Post            |
| 9 octobre   | Joe Hirsch Turf Classic Stakes      | Belmont Park     | Rockemperor       | France      | Holy Roman Emperor | Javier Castellano    | Chad Brown         | Madaket, Dubb, Wonder & Co              | Serve The King     | Gufo               |
| 5 novembre  | Breeders' Cup Juvenile              | Del Mar          | Corniche          | États-Unis  | Quality Road       | Mike Smith           | Bob Baffert        | Speedway Stables LLC                    | Pappacap           | Giant Game         |
| 5 novembre  | Breeders' Cup Juvenile Turf         | Del Mar          | Modern Games      | Royaume-Uni | Dubawi             | William Buick        | Charlie Appleby    | Godolphin Racing                        | Tiz The Bomb       | Mackinnon          |
| 5 novembre  | Breeders' Cup Juvenile Fillies      | Del Mar          | Echo Zulu         | États-Unis  | Gun Runner         | Joel Rosario         | Steve Assmussen    | L And N Racing & Winchell Thoroughbreds | Juju's Map         | Tarabi             |
| 5 novembre  | Breeders' Cup Juvenile Fillies Turf | Del Mar          | Pizza Bianca      | États-Unis  | Fastnet Rock       | Jose Ortiz           | Christophe Clément | Bobby Flay                              | Malavath           | Haughty            |
| 6 novembre  | Breeders' Cup Filly & Mare Sprint   | Del Mar          | Ce Ce             | États-Unis  | Elusive Quality    | Victor Espinoza      | Michael McCarthy   | Bo Hirsch LLC                           | Edgeway            | Gamine             |
| 6 novembre  | Breeders' Cup Filly & Mare Turf     | Del Mar          | Loves Only You    | Japon       | Deep Impact        | Yuga Kawada          | Yoshito Yahagi     | DMM Dream Club                          | My Sister Nat      | War Like Goddess   |
| 6 novembre  | Breeders' Cup Sprint                | Del Mar          | Aloha West        | États-Unis  | Hard Spun          | Jose Ortiz           | Wayne Catalano     | Eclipse Thoroughbred Partners           | Dr. Schivel        | Following Sea      |
| 6 novembre  | Breeders' Cup Turf Sprint           | Del Mar          | Golden Pal        | États-Unis  | Uncle Mo           | Irad Ortiz, Jr.      | Wesley Ward        | Smith, Magnier, Tabor & Westerberg      | Lieutenant Dan     | Charmaine's Mia    |
| 6 novembre  | Breeders' Cup Dirt Mile             | Del Mar          | Life is Good      | États-Unis  | Into Mischief      | Irad Ortiz, Jr.      | Todd Pletcher      | CHC Inc & WinStar Farm LLC              | Ginobili           | Restrainedvengence |
| 6 novembre  | Breeders' Cup Mile                  | Del Mar          | Space Blues       | Royaume-Uni | Dubawi             | William Buick        | Charlie Appleby    | Écurie Godolphin                        | Smooth Like Strait | Ivar               |
| 6 novembre  | Breeders' Cup Distaff               | Del Mar          | Marche Lorraine   | Japon       | Orfevre            | Oisin Murphy         | Yoshito Yahagi     | U Carrot Farm Co. Ltd                   | Dunbar Road        | Malathaat          |
| 6 novembre  | Breeders' Cup Turf                  | Del Mar          | Yibir             | Royaume-Uni | Dubawi             | William Buick        | Charlie Appleby    | Écurie Godolphin                        | Broome             | Teona              |
| 6 novembre  | Breeders' Cup Classic               | Del Mar          | Knicks Go         | États-Unis  | Paynter            | Joel Rosario         | Brad Cox           | Korean Racing Authority                 | Medina Spirit      | Essential Quality  |

#### Japon
| Date        | Course                 | Hippodrome | Vainqueur         | Pays  | Père        | Jockey             | Entraîneur        | Propriétaire                 | Deuxième          | Troisième          |
| ----------- | ---------------------- | ---------- | ----------------- | ----- | ----------- | ------------------ | ----------------- | ---------------------------- | ----------------- | ------------------ |
| 4 avril     | Ōsaka Hai              | Hanshin    | Lei Papale        | Japon | Deep Impact | Yuga Kawada        | Tomokazu Takano   | U Carrot Farm                | Mozu Bello        | Contrail           |
| 11 avril    | Oka Shō                | Hanshin    | Sodashi           | Japon | Kurofune    | Hayato Yoshida     | Naosuke Sugai     | Kaneko Makoto Holdings       | Satono Reinas     | Fine Rouge         |
| 18 avril    | Satsuki Shō            | Nakayama   | Efforia           | Japon | Epiphaneia  | Takeshi Yokoyama   | Yuichi Shikato    | U Carrot Farm                | Titleholder       | Stella Veloce      |
| 2 mai       | Tennō Shō (printemps)  | Kyoto      | World Premiere    | Japon | Deep Impact | Yuichi Fukunaga    | Yasuo Tomomichi   | Ryoichi Otsuka               | Deep Bond         | Curren Bouquetd'or |
| 16 mai      | Victoria Mile          | Fuchū      | Gran Alegria      | Japon | Deep Impact | Christophe Lemaire | Kazuo Fujisawa    | Sunday Racing                | Rambling Alley    | Magic Castle       |
| 23 mai      | Yūshun Himba           | Fuchū      | Uberleben         | Japon | Gold Ship   | Mirco Demuro       | Takahisa Tezuka   | K. Thoroughbred Club Ruffian | Akaitorino Musume | Hagino Pilina      |
| 30 mai      | Tokyo Yūshun           | Fuchū      | Shahryar          | Japon | Deep Impact | Yuichi Fukunaga    | Hideaki Fujiwara  | Sunday Racing                | Efforia           | Stella Veloce      |
| 6 juin      | Yasuda Kinen           | Fuchū      | Danon Kingly      | Japon | Deep Impact | Yuga Kawada        | Kiyoshi Hagiwara  | Danox Co. Ltd                | Gran Alegria      | Schnell Meister    |
| 27 juin     | Takarazuka Kinen       | Hanshin    | Chrono Genesis    | Japon | Bago        | Christophe Lemaire | Takashi Saito     | Sunday Racing Co Ltd         | Unicorn Lion      | Lei Papale         |
| 3 octobre   | Sprinters Stakes       | Nakayama   | Pixie Knight      | Japon | Maurice     | Yuichi Fukunaga    | Hidetaka Otonashi | Silk Racing                  | Resistencia       | Shijavji           |
| 17 octobre  | Shūka Shō              | Kyoto      | Akaitorino Musume | Japon | Deep Impact | Keita Tosaki       | Sakae Kunieda     | Kaneko Makoto Holdings       | Fine Rouge        | Andvaranaut        |
| 24 octobre  | Kikuka Shō             | Kyoto      | Titleholder       | Japon | Duramente   | Takeshi Yokoyama   | Toru Kurita       | Hiroshi Yamada               | Orthoclase        | Divine Love        |
| 31 octobre  | Tennō Shō (automne)    | Kyoto      | Efforia           | Japon | Epiphaneia  | Takeshi Yokoyama   | Yuichi Shikato    | U Carrot Farm Co. Ltd        | Contrail          | Gran Alegria       |
| 14 novembre | Queen Elizabeth II Cup | Kyoto      | Akai Ito          | Japon | Kizuna      | Hideaki Miyuki     | Kazuya Nakatake   | Koji Oka                     | Stellaria         | Clavel             |
| 21 novembre | Mile Championship      | Hanshin    | Gran Alegria      | Japon | Deep Impact | Christophe Lemaire | Kazuo Fujisawa    | Sunday Racing                | Schnell Meister   | Danon The Kid      |
| 28 novembre | Japan Cup              | Fuchū      | Contrail          | Japon | Deep Impact | Yuichi Fukunaga    | Yoshito Yahagi    | Shinji Maeda                 | Authority         | Shahryar           |
| 27 décembre | Arima Kinen            | Nakayama   | Efforia           | Japon | Epiphaneia  | Takeshi Yokoyama   | Yuichi Shikato    | U Carrot Farm Co. Ltd        | Deep Bond         | Chrono Genesis     |

#### Autres pays
| Date         | Course                        | Pays            | Hippodrome    | Vainqueur       | Pays           | Père               | Jockey            | Entraîneur           | Propriétaire                | Deuxième         | Troisième          |
| ------------ | ----------------------------- | --------------- | ------------- | --------------- | -------------- | ------------------ | ----------------- | -------------------- | --------------------------- | ---------------- | ------------------ |
| 20 février   | Saudi Cup                     | Arabie saoudite | Riyad         | Mishriff        | Royaume-Uni    | Make Believe       | David Egan        | John & Thady Gosden  | Prince Faisal               | Charlatan        | Great Scot         |
| 27 mars      | Dubaï Golden Shaheen          | Dubaï           | Meydan        | Zenden          | États-Unis     | Fed Biz            | Antonio Fresu     | Carlos David         | LLP Performance Horses Ltd  | Red Le Zele      | Canvassed          |
| 27 mars      | Dubaï Sheema Classic          | Dubaï           | Meydan        | Mishriff        | Royaume-Uni    | Make Believe       | David Egan        | John & Thady Gosden  | Prince A. Faisal            | Chrono Genesis   | Loves Only You     |
| 27 mars      | Dubaï Turf                    | Dubaï           | Meydan        | Lord North      | Royaume-Uni    | Dubawi             | Lanfranco Dettori | John & Thady Gosden  | Cheikh Z. bin Mohammed      | Vin de Garde     | Felix              |
| 27 mars      | Dubaï World Cup               | Dubaï           | Meydan        | Mystic Guide    | États-Unis     | Ghostzapper        | Luis Saez         | Michael Stidham      | Écurie Godolphin            | Chuwa Wizard     | Magny Cours        |
| 25 avril     | Queen Elizabeth II Cup        | Hong Kong       | Sha Tin       | Loves Only You  | Japon          | Deep Impact        | Vincent C Y Ho    | Yoshito Yahagi       | DMM Dream Club              | Glory Vase       | Daring Tact        |
| 3 juillet    | Durban July                   | Afrique du Sud  | Greyville     | Kommetdieding   | Afrique du Sud | Elusive Fort       | Gavin Lerena      | H. Crawford & M. Rix | A. Reynolds                 | Linebacker       | Got The Greenlight |
| 18 septembre | Canadian International Stakes | Canada          | Woodbine      | Walton Street   | Royaume-Uni    | Cape Cross         | Lanfranco Dettori | Charlie Appleby      | Écurie Godolphin            | Desert Encounter | Primo Touch        |
| 17 octobre   | E.P. Taylor Stakes            | Canada          | Woodbine      | Mutamakina      | France         | Nathaniel          | Dylan Davis       | Christophe Clément   | Al Shira'aa Farms           | La Dragontea     | Kalifornia Queen   |
| 23 octobre   | Cox Plate                     | Australie       | Moonee Valley | State of Rest   | Irlande        | Starspangledbanner | John Allen        | Joseph O'Brien       | Teme Valley Racing          | Anamoe           | Verry Elleegant    |
| 2 novembre   | Melbourne Cup                 | Australie       | Flemington    | Verry Elleegant | Australie      | Zed                | James McDonald    | Chris Waller         | Jomara Bloodstock Ltd & al. | Incentivise      | Spanish Mission    |
| 12 décembre  | Hong Kong Sprint              | Hong Kong       | Sha Tin       | Sky Field       | Australie      | Deep Field         | Blake Shinn       | Caspar Fownes        | K. Shiu Man & al.           | Resistencia      | Courier Wonder     |
| 12 décembre  | Hong Kong Mile                | Hong Kong       | Sha Tin       | Golden Sixty    | Hong Kong      | Medaglia d'Oro     | Yo Chak-yiu       | Lui Kin-wan          | S. Chan Ka Leung            | More Than This   | Salios             |
| 12 décembre  | Hong Kong Vase                | Hong Kong       | Sha Tin       | Glory Vase      | Japon          | Deep Impact        | João Moreira      | Tomohito Ozeki       | Silk Racing Co. Ltd         | Pyldriver        | Ebaiyra            |
| 12 décembre  | Hong Kong Cup                 | Hong Kong       | Sha Tin       | Loves Only You  | Japon          | Deep Impact        | Yuga Kawada       | Yoshito Yahagi       | DMM Dream Club              | Hishi Iguazou    | Russian Emperor    |

## Obstacles

### Résultats des courses de groupe 1 en France
| Date     | Course                           | Discipline    | Hippodrome | Vainqueur         | Pays   | Jockey            | Entraîneur             | Propriétaire            |
| -------- | -------------------------------- | ------------- | ---------- | ----------------- | ------ | ----------------- | ---------------------- | ----------------------- |
| 23 Mai   | Grand Steeple-Chase de Paris     | Steeple-Chase | Auteuil    | Docteur de Ballon | France | Bertrand Lestrade | Louisa Carberry        | Monique Gasche-Luc      |
| Mai      | Prix Ferdinand Dufaure           | Steeple-Chase | Auteuil    | Le Listrac        | France | Lucas Zuliani     | François Nicolle       | S.A.R.L. Carion E.M.M.  |
| Mai      | Prix Alain du Breil              | Haies         | Auteuil    | Hermes Baie       | France | Bertrand Lestrade | François Nicolle       | Nicole Papot            |
| Mai      | Grande Course de Haies d'Auteuil | Haies         | Auteuil    | L'autonomie       | France | Angelo Zuliani    | François Nicolle       | Catherine Coiffier      |
| Novembre | Grand Prix d'Automne             | Haies         | Auteuil    | Galop Marin       | France | Morgan Regairaz   | Dominique Bressou      | Nicole Papot            |
| Novembre | Prix Maurice Gillois             | Steeple-Chase | Auteuil    | Let me Love       | France | Olivier Jouin     | William Menuet         | William Menuet          |
| Novembre | Prix Cambacérès                  | Haies         | Auteuil    | Kyrov             | France | Gwen Richard      | François Nicolle       | Alain Jathière          |
| Novembre | Prix La Haye Jousselin           | Steeple-Chase | Auteuil    | Poly Grandchamp   | France | Bertrand Lestrade | François Nicolle       | Nicole Papot            |
| Novembre | Prix Renaud du Vivier            | Haies         | Auteuil    | Thélème           | France | Pierre Dubourg    | Arnaud Chaillé-Chaillé | Jdg Bloodstock Services |

## Trot

### Résultats des courses de groupe 1 (liste sélective)
| Date         | Course                                     | Pays       | Hippodrome     | Vainqueur          | Pays       | Père               | Jockey/Driver            | Entraîneur              | Deuxième            | Troisième          |
| ------------ | ------------------------------------------ | ---------- | -------------- | ------------------ | ---------- | ------------------ | ------------------------ | ----------------------- | ------------------- | ------------------ |
| 24 janvier   | Prix de Cornulier                          | France     | Vincennes      | Bahia Quesnot      | France     | Scipion du Goutier | Matthieu Abrivard        | Junior Guelpa           | Flamme du Goutier   | Étoile de Bruyère  |
| 31 janvier   | Prix d'Amérique                            | France     | Vincennes      | Face Time Bourbon  | France     | Ready Cash         | Björn Goop               | Sebastien Guarato       | Davidson du Pont    | Gu d'Héripré       |
| 7 février    | Prix de l'Île-de-France                    | France     | Vincennes      | Flamme du Gouttier | France     | Ready Cash         | Antoine Wiels            | Thierry Duvaldestin     | Étonnant            | Fado du Chêne      |
| 14 février   | Prix de France                             | France     | Vincennes      | Délia du Pommereux | France     | Niky               | Éric Raffin              | Sylvain Roger           | Face Time Bourbon   | Aetos Kronos       |
| 14 février   | Prix des Centaures                         | France     | Vincennes      | Flamme du Gouttier | France     | Ready Cash         | Antoine Wiels            | Thierry Duvaldestin     | Fame Music          | Freeman de Houelle |
| 21 février   | Critérium des Jeunes                       | France     | Vincennes      | In The Money       | France     | Cristal Money      | Thierry Duvaldestin      | Thierry Duvaldestin     | Italiano Vero       | Invincible Cash    |
| 28 février   | Prix de Paris                              | France     | Vincennes      | Étonnant           | France     | Timoko             | Anthony Barrier          | Richard Westerlink      | Diable de Vauvert   | Moni Viking        |
| 6 mars       | Prix de Sélection                          | France     | Vincennes      | Face Time Bourbon  | France     | Ready Cash         | Éric Raffin              | Sebastien Guarato       | For You Madrik      | Fric du Chêne      |
| 14 mars      | Grand critérium de vitesse                 | France     | Cagnes-sur-Mer | Vivid Wise As      | Italie     | Yankee Glide       | Alessandro Gocciadoro    | Alessandro Gocciadoro   | Délia du Pommereux  | Bahia Quesnot      |
| 4 avril      | Gran Premio Costa Azzurra                  | Italie     | Turin          | Billie de Montfort | France     | Jasmin de Flore    | Gabriele Gelormini       | Sebastien Guarato       | Zaccaria Bra        | Amon You SM        |
| 17 avril     | Seinäjoki Race                             | Finlande   | Seinäjoki      | Dear Friend        | Suède      | Orlando Vici       | Johan Untersteiner       | Johan Untersteiner      | Ubertino Grif       | Willow Pride       |
| 24 avril     | Prix de l'Atlantique                       | France     | Enghien        | Vivid Wise As      | Italie     | Yankee Glide       | Alessandro Gocciadoro    | Alessandro Gocciadoro   | Étonnant            | Délia du Pommereux |
| 25 avril     | Gran Premio Tito Giovanardi                | Italie     | Modena         | Callmethebreeze    | Italie     | Trixton            | Andrea Guzzinati         | Philippe Allaire        | Chuky Roc           | Classic Gar        |
| 8 mai        | Paralympiatravet                           | Suède      | Åby            | Délia du Pommereux | France     | Niky               | Éric Raffin              | Sylvain Roger           | Very Kronos         | Aetos Kronos       |
| 8 mai        | Konung Gustaf V:s Pokal                    | Suède      | Åby            | Önas Prince        | Suède      | Chocolatier        | Per Nordström            | Per Nordström           | Rome Pays Off       | Jacoby Keeper      |
| 8 mai        | Drottning Silvias Pokal                    | Suède      | Åby            | Fifty Cent Piece   | Suède      | Muscle Hill        | Robert Bergh             | Robert Bergh            | Honey Mearas        | Eagle Eye Sherry   |
| 8 mai        | Gran Premio Freccia d'Europa               | Italie     | Napoli         | Alrajah One        | Italie     | Maharajah          | Alessandro Gocciadoro    | Alessandro Gocciadoro   | Antony Leone        | Zefiro d'Ete       |
| 9 mai        | Finlandia Ajo                              | Finlande   | Vermo          | Hickothepooh       | Norvège    | Triton Sund        | Vidar Hop                | Trond Anderssen         | Next Direction      | Vernissage Grif    |
| 19 mai       | Saint-Léger des Trotteurs                  | France     | Caen           | Ici C'est Paris    | France     | Dollar Macker      | Christopher Corbineau    | Philippe Allaire        | Inouï Danica        | Isildur Paulois    |
| 30 mai       | Elitloppet                                 | Suède      | Solvalla       | Don Fanucci Zet    | Suède      | Hard Livin         | Örjan Kihlström          | Daniel Réden            | Vivid Wise As       | Gareth Boko        |
| 30 mai       | Gran Premio Citta' di Napoli               | Italie     | Agnano         | Capital Mail       | Italie     | Capital Mail       | Mario Minopoli, Jr.      | Team Minopoli           | Canto Dei Venti     | Corazon Bar        |
| 13 juin      | Grand Prix d'Oslo                          | Norvège    | Bjerke         | Blé du Gers        | France     | Quinoa du Gers     | Åsbjörn Tengsareid       | Frode Hamre             | Bill's Man          | Dragster           |
| 19 juin      | Kymi Grand Prix                            | Finlande   | Kouvola        | Ce Bello Romain    | France     | Jam Pridem         | Anthony Barrier          | Sylvain Dupont          | Délia du Pommereux  | Seismic Wave       |
| 19 juin      | Norrbottens Stora Pris                     | Suède      | Boden          | Who's Who          | Suède      | Maharajah          | Örjan Kihlström          | Pasi Aikio              | Very Kronos         | Moni Viking        |
| 27 juin      | Prix René Ballière                         | France     | Vincennes      | Face Time Bourbon  | France     | Ready Cash         | Éric Raffin              | Sebastien Guarato       | Détroit Castelets   | Violetto Jet       |
| 27 juin      | Prix Albert Viel                           | France     | Vincennes      | Italiano Vero      | France     | Ready Cash         | David Thomain            | Philippe Allaire        | Impressionist       | Infant Perrine     |
| 27 juin      | Prix du Président de la République         | France     | Vincennes      | Hirondelle du Rib  | France     | Rolling d'Héripré  | Jean-Loïc-Claude Dersoir | Joël Hallais            | Hallix              | Hopla des Louanges |
| 27 juin      | Prix d'Essai                               | France     | Vincennes      | Ibra du Loisir     | France     | Booster Winner     | Alexandre Abrivard       | Laurent-Claude Abrivard | Ici C'est Paris     | Indigo du Poret    |
| 29 juin      | Gran Premio Tino Triossi                   | Italie     | Capanelle      | Bengurion Jet      | Italie     | Maharajah          | Alessandro Gocciadoro    | Alessandro Gocciadoro   | Bonjovi MMG         | Belsebu' Jet       |
| 29 juin      | Gran Premio Gaetano Turilli                | Italie     | Capanelle      | Amon You SM        | Italie     | Love You           | VP Dell'Annunziata       | Alessio Di Basco        | Zacon Gio           | Alrajah One        |
| 3 juillet    | Gran Premio Nazionale                      | Italie     | La Maura       | Chuky Roc          | Italie     | Nad Al Sheba       | Filippo Rocca            | Sante Mollo             | Callmethebreeze     | Charmant de Zack   |
| 3 juillet    | E3 Långa                                   | Suède      | Färjestad      | Felix Orlando      | Suède      | Orlando Vici       | Per Nordström            | Per Nordström           | Mellby Jinx         | Mustang Racer      |
| 4 juillet    | Suur-Hollola-Ajo                           | Finlande   | Lahti          | Mas Champ          | Finlande   | Villaggio          | Santtu Raitala           | Antti Ojanperä          | Mas Capacity        | Run For Royalty    |
| 8 juillet    | Sprintermästaren                           | Suède      | Halmstad       | Önas Prince        | Suède      | Chocolatier        | Per Nordström            | Per Nordström           | Rome Pays Off       | Maesteraemon       |
| 11 juillet   | Mémorial Ulf Thoresen                      | Norvège    | Jarlsberg      | Hickothepooh       | Norvège    | Triton Sund        | Vidar Hop                | Trond Anderssen         | Moni Viking         | Gareth Boko        |
| 18 juillet   | St. Michel Ajo                             | Finlande   | Mikkeli        | Face Time Bourbon  | France     | Ready Cash         | Éric Raffin              | Sebastien Guarato       | Next Direction      | Billie de Montfort |
| 25 juillet   | Stochampionatet                            | Suède      | Axevalla       | Honey Mearas       | Suède      | Readly Express     | Örjan Kihlström          | Daniel Redén            | Barbro Kronos       | Eagle Eye Sherry   |
| 27 juillet   | Hugo Åbergs Memorial                       | Suède      | Jägersro       | Who's Who          | Suède      | Maharajah          | Örjan Kihlström          | Pasi Aikio              | Cyber Lane          | Upstate Face       |
| 1er août     | Grand Prix de Wallonie                     | Belgique   | Mons           | Face Time Bourbon  | France     | Ready Cash         | Éric Raffin              | Sebastien Guarato       | Ce Bello Romain     | Rebella Matters    |
| 7 août       | Hambletonian                               | États-Unis | Meadowlands    | Captain Corey      | États-Unis | Googoo Gaagaa      | Åke Svanstedt            | Åke Svanstedt           | Spy Booth           | Ambassador Hanover |
| 7 août       | John Cashman, Jr. Memorial                 | États-Unis | Meadowlands    | Manchego           | États-Unis | Muscle Hill        | Dexter Dunn              | Nancy Takter            | Beads               | Lindy The Great    |
| 14 août      | Åby Stora Pris                             | Suède      | Åby            | Milligan's School  | États-Unis | Yankee Glide       | Ulf Eriksson             | Stefan Melander         | Zarenne Fas         | Mindyourvalue W.F. |
| 15 août      | Gran Premio Citta' di Montecatini          | Italie     | Montecatini    | Vernissage Grif    | Italie     | Varenne            | Alessandro Gocciadoro    | Alessandro Gocciadoro   | Billie de Montfort  | Zacon Gio          |
| 18 août      | Jubileumspokalen                           | Suède      | Solvalla       | Aetos Kronos       | Suède      | Bold Eagle         | Magnus A. Djuse          | Jerry Riordan           | Don Fanucci Zet     | Click Bait         |
| 18 août      | Championnat européen des juments           | Suède      | Solvalla       | Miracle Tile       | Norvège    | Cantab Hall        | Erik Adielsson           | Kristian Malmin         | Mellby Free         | Unique Juni        |
| 28 août      | Sundsvall Open Trot                        | Suède      | Bergsåker      | Very Kronos        | Suède      | Ready Cash         | Erik Adielsson           | Svante Båth             | Esprit Sisu         | Who's Who          |
| 28 août      | Dansk Hoppe Derby                          | Danemark   | Charlottenlund | Flower Dust        | Danemark   | Love You           | Bent Svendsen            | Bent Svendsen           | Fascination         | Finest Aveve       |
| 29 août      | Danskt Trav-Derby                          | Danemark   | Charlottenlund | Festival of Speed  | Danemark   | Cantab Hall        | Steen Juul               | Steen Juul              | Frodo Cash          | Felix              |
| 4 septembre  | Critérium des 4 ans                        | France     | Vincennes      | Hastronaute        | France     | Booster Winner     | Matthieu Abrivard        | Yannick Henry           | Hanna des Molles    | Hohneck            |
| 4 septembre  | Critérium des 5 ans                        | France     | Vincennes      | Galius             | France     | Love You           | Yoann Lebourgeois        | Séverine Raimond        | Gangster du Wallon  | Ganay de Banville  |
| 4 septembre  | Campionato Europeo                         | Italie     | Cesena         | Vernissage Grif    | Italie     | Varenne            | Alessandro Gocciadoro    | Alessandro Gocciadoro   |                     |                    |
| 4 septembre  | Grand Derby finlandais                     | Finlande   | Vermo          | Magical Princess   | Finlande   | Maharajah          | Pekka Korpi              | Pekka Korpi             | An-Dorra            | Consalvo           |
| 5 septembre  | Traber Derby                               | Allemagne  | Mariendorf     | Lorens Flevo       | Pays-Bas   | S.j.'s Caviar      | Micha Brouwer            | Paul JP Hagoort         | Lockheed Draviet    | Riet Hazelaar      |
| 5 septembre  | Svenskt Travderby                          | Suède      | Malmö          | Calgary Games      | Suède      | Readly Express     | Jorma Kontio             | Timo Nurmos             | Önas Prince         | San Moteur         |
| 12 septembre | Norsk Travkriterium                        | Norvège    | Bjerke         | I.D.Exceptional    | Norvège    | El Diablo B.R.     | Ole Johan Östre          | Stian Eilefsen          | Trixton Frecel      | Marengo            |
| 12 septembre | Norsk Travderby                            | Norvège    | Bjerke         | Kraesj             | Norvège    | Brillantissime     | Magnus Teien Gundersen   | Geir Vegard Gundersen   | Cicero T.G.         | Super Winner       |
| 19 septembre | Prix de Normandie                          | France     | Vincennes      | Gladys des Plaines | France     | Opus Viervil       | Mathieu Mottier          | Gilles Curens           | Granvillaise Bleue  | Gangster du Wallon |
| 19 septembre | Prix de l'Étoile                           | France     | Vincennes      | Ganay de Banville  | France     | Jasmin de Flore    | Jean-Michel Bazire       | Jean-Michel Bazire      | Italiano Vero       | Idéal Ligneries    |
| 25 septembre | Svenskt Travkriterium                      | Suède      | Solvalla       | Francesco Zet      | Suède      | Father Patrick     | Örjan Kihlström          | Daniel Redén            | Global Cashflow     | Mellby Jinx        |
| 25 septembre | Svenskt Trav-Oaks                          | Suède      | Solvalla       | Lara Boko          | Suède      | Djali Boko         | Mika Forss               | Timo Nurmos             | Bright Crystal      | Kashmir River      |
| 26 septembre | Prix des Élites                            | France     | Vincennes      | Girly Béco         | France     | Tiégo d'Étang      | Guillaume Martin         | Maxime Bézier           | Granvillaise Bleue  | Gospel Pat         |
| 26 septembre | Gran Premio Continentale                   | Italie     | Bologna        | Birba Caf          | Italie     | Orlando Vici       | Enrico Bellei            | Enrico Bellei           | Bonjovi MMG         | Belsebu' Jet       |
| 2 octobre    | Critérium de trot finlandais               | Finlande   | Tampere        | Planbee            | Finlande   | All Laid Out       | Tommi Kylliäinen         | Jukka-Pekka Hukkanen    | Schackhills Twister | Sahara Flames      |
| 3 octobre    | Gran Premio Lotteria                       | Italie     | Agnano         | Face Time Bourbon  | France     | Ready Cash         | Éric Raffin              | Sebastien Guarato       | Alrajah One         | Vitruvio           |
| 9 octobre    | Championnat européen des 3 ans             | UET        | Vincennes      | Invensong          | France     | Ready Cash         | David Thomain            | Philippe Allaire        | Red Lady Express    | Aquarius Face      |
| 9 octobre    | Grand Prix de l'UET                        | UET        | Vincennes      | Calgary Games      | Suède      | Readly Express     | Jorma Kontio             | Timo Nurmos             | Hirondelle Sibey    | Mister Hercules    |
| 9 octobre    | Championnat européen des 5 ans             | UET        | Vincennes      | Extreme            | Danemark   | Chocolatier        | Steen Juul               | Steen Juul              | Aetos Kronos        | Don Fanucci Zet    |
| 10 octobre   | Derby Italien                              | Italie     | Agnano         | Charmant de Zack   | Italie     | Vivid Wise As      | Antonio di Nardo         | Marco Smorgan           | Capital Mail        | Callmethebreeze    |
| 10 octobre   | Oaks del Trotto                            | Italie     | Agnano         | Crystal Pan        | Italie     | Ideale Luis        | Enrico Bellei            | Enrico Bellei           | Calypso di Poggio   | Coco Chanel Effe   |
| 23 octobre   | Gran Premio Delle Nazioni                  | Italie     | Turin          | Vivid Wise As      | Italie     | Yankee Glide       | Matthieu Abrivard        | Alessandro Gocciadoro   | Zaccaria Bar        | Rushmore Face      |
| 30 octobre   | Breeders' Crown Open                       | États-Unis | Meadowlands    | Ecurie D           | Italie     | Infinitif          | Åke Svanstedt            | Åke Svanstedt           | Back of The Neck    | Ready For Moni     |
| 1er novembre | Gran Premio Orsi Mangelli                  | Italie     | La Maura       | Callmethebreeze    | Italie     | Trixton            | Andrea Guzzinati         | Philippe Allaire        | Chuky Roc           | Charmant de Zack   |
| 14 novembre  | Palio Dei Comuni                           | Italie     | Montegiorgio   | Global Trustworthy | Suède      | Muscle Hill        | Alessandro Gocciadoro    | Alessandro Gocciadoro   | Akela Pal Ferm      | Great King Wine    |
| 20 novembre  | Svensk Uppfödningslöpning                  | Suède      | Jägersro       | Tetrick Wania      | Suède      | Muscle Hill        | Riina Rekilä             | Riina Rekilä            | Monastery Boko      | Julia Sisu         |
| 20 novembre  | Gran Premio d'Europa                       | Italie     | Modena         | Blackflash Bar     | Italie     | Oropuo Ga          | Santo Mollo              | Fausto Barelii          | Bepi Bi             | Bengurion Jet      |
| 8 décembre   | Grand Prix Mipaaft Allevamento (poulains)  | Italie     | Agnano         | Denzel Treb        | Italie     | Nuncio             | Cesare Ferrantini        | Massimo Compagno        | Danger Bi           | Diabolik Nap       |
| 8 décembre   | Grand Prix Mipaaft Allevamento (pouliches) | Italie     | Agnano         | Diletta Axe        | Italie     | Muscle Hill        | Andrea Guzzinati         | Philippe Allaire        | Danza Dei Venti     | Dorothy Bar        |
| 19 décembre  | Critérium des 3 ans                        | France     | Vincennes      | Idylle Speed       | France     | Carat Williams     | Jean-Michel Bazire       | François-Pierre Bossuet | Izoard Védaquais    | Idéal Ligneries    |
| 26 décembre  | Prix de Vincennes                          | France     | Vincennes      | Idéale du Chêne    | France     | Bird Parker        | Paul-Philippe Ploquin    | Julien Le Mer           | Inès des Rioults    | Indigo du Poret    |
| 26 décembre  | Critérium Continental                      | France     | Vincennes      | Hohneck            | France     | Royal Dream        | François Lagadeuc        | Philippe Allaire        | Hussard du Landret  | Hooker Berry       |

## Faits marquants en trot

### Janvier
- 24 janvier : Bahia Quesnot, qui n'avait couru que quatre fois au monté (pour une place et trois disqualifications) s'impose dans le Prix de Cornulier. Elle n'avait pas couru sous la selle depuis plus de trois ans.
- 31 janvier : Face Time Bourbon triomphe pour la deuxième fois dans le Prix d'Amérique, disputé à huis clos pandémie de Covid-19 oblige, et pulvérise le record de l'épreuve avec une réduction kilométrique de 1'10"8.

### Février
- 14 février : Face Time Bourbon se fait surprendre à l'arrivée du Prix de France, ne pouvant rien contre le finish de Délia du Pommereux, menée par Éric Raffin. Vertement critiqué par le propriétaire de Face Time Bourbon, qui juge sa drive inappropriée, présomptueuse, et lui impute les précédentes défaites de son cheval[1], Björn Goop est débarqué quelques jours plus tard et remplacé au sulky par son tombeur du jour, Éric Raffin
- 28 février :  Face Time Bourbon ayant de nouveau fait l'impasse sur le Prix de Paris, la voie semble libre pour son dauphin du Prix d'Amérique, Davidson du Pont. Mais le partenaire de Jean-Michel Bazire disparaît sur une faute et laisse Étonnant causer une énorme surprise en s'imposant à 60/1.

### Mars
- 6 mars : Face Time Bourbon étrenne sa nouvelle association avec Éric Raffin par une victoire dans le Prix de Sélection, la troisième, ce qui fait de lui le seul triple lauréat de cette épreuve depuis Jamin.
- 14 mars : Doublé pour l'Italien Vivid Wise As dans le Grand Critérium de Vitesse de la Côte d'Azur, il devance Délia du Pommereux et Bahia Quesnot.

### Avril
- 4 avril : L'inusable Billie de Montfort s'en va quérir un groupe 1 italien dans le Gran Premio Costa Azzurra.
- 24 avril : Vivid Wise As, Étonnant et Délia du Pommereux composent le podium du Prix de l'Atlantique.

### Mai
- 8 mai : Pour sa première sortie à l'étranger, Délia du Pommereux s'en va quérir le Paralympiatravet. Une victoire assortie d'une sanction à l'encontre de son driver Éric Raffin, coupable selon les commissaires d'avoir levé le bras plus haut que l'épaule en actionnant sa cravache. S'ensuit une polémique d'où il ressort que l'entourage de la championne décide de ne pas participer à l'Elitloppet, dont elle était l'une des grandes favorites[2]
- 30 mai : L'Allemand Dreambreaker, un fils d'Offshore Dream entraîné en France par Jean-Michel Bazire, s'approprie le record du monde du trot monté dans le Montéeliten à Solvalla, en trottant 1'09"8 sur 1 640 m. À l'arrivée de l'Elitloppet, le cinq ans suédois Don Fanucci Zet domine le favori italien Vivid Wise As et bat le record de la finale avec un chrono de 1'08"9.

### Juin
- 27 juin : Face Time Bourbon réalise le doublé dans le Prix René Ballière, et abaisse son propre record de Vincennes (et le record du monde sur les distances supérieures au mile) en 1'09"1.

### Septembre
- 11 septembre : Après un an d'absence et une petite rentrée, le champion hongre Cleangame conserve son titre dans le Prix d'Été devant Davidson du Pont et Dorgos de Guez, deux autres élèves de Jean-Michel Bazire.

### Octobre
- 3 octobre : Face Time Bourbon tient sa revanche : défait deux fois en Italie, et deux fois par Zacon Gio, le crack remet les pendules à l'heure en s'adjugeant le Grand Prix de la Loterie, record à la clé, laissant sa bête noire dans le lointain.

### Novembre
- Le meeting d'hiver s'ouvre à Vincennes avec la rentrée victorieuse dans le Prix de Bretagne d'un Face Time Bourbon déjà grandissime favori à sa propre succession dans le Prix d'Amérique. Il en profite pour exploser le record de l'épreuve en trottant 1'11"4.

### Décembre
12 décembre : Coup de froid sur Vincennes : Face Time Bourbon est battu dans le Prix du Bourbonnais par le toujours étonnant Étonnant.

## Faits marquants au galop

### Février
- 20 février : Lauréat du Jockey Club 2019, Mishriff fait une rentrée victorieuse dans la Saudi Cup, la course la plus richement dotée au monde[3], devant l'Américain Charlatan et Chrono Genesis, prétendant japonais au Prix de l'Arc de Triomphe.

### Mars
- 27 mars : Mishriff remporte la Dubaï Sheema Classic à Meydan. Il est alors annoncé favori des Bookmakers pour le Prix de l'Arc de Triomphe en octobre. Quant à la Dubaï World Cup, elle est l'apanage de l'Américain Mystic Guide.

### Avril
- 11 avril : En remportant le Oka Shō, la pouliche japonaise Sodashi devient le premier cheval à robe blanche à remporter un groupe 1.
- 12 avril : Annonce du départ à la retraite du multiple gagnant de Groupe I australien Bivouac.
- 21 avril : Création d'un hall of fame des courses britanniques[4], pour honorer les hommes et les chevaux de l'ère moderne (à partir de 1970) ayant marqué l'histoire des courses anglaises. Le crack Frankel et le légendaire jockey Lester Piggott sont les premiers noms inscrits à ce panthéon.
- 22 avril : Meilleur miler du monde en 2020, Palace Pier effectue une rentrée victorieuse dans le Sandown Mile (groupe 2).
- 25 avril : Fanfaron Spécial remporte le Prix du Président de la République[5]. David Cottin a entrainé les trois premiers arrivés du prix Wild Monarch, Matilda du Berlais est alors lauréate[6].
- 28 avril : Élevé en France, Clan des Obeaux remporte la Punchestown Gold Cup (obstacle) sur l'hippodrome de Punchestown en Irlande.
- 30 avril : Gaillard du Mesnil, élevé en France, remporte les Alanna Homes Champion Novice Hurdle (obstacle) de Punchestown pour le grand entraineur Willie Mullins[7]. La championne Honeysuckle remporte une treizième victoire consécutive, dans le groupe I des Paddy Power Champion Hurdle (obstacle) pour Henry de Bromhead, et entrainé par Rachael Blackmore[8].

### Mai
- 1er mai : 
  - Le Kentucky Derby est remporté par le cheval de Bob Baffert, Medina Spirit quasiment de bout en bout. Monté par John Velazquez, le pur-sang offre une septième victoire dans la course à son entraineur[9]. Mais cette victoire est salie par une suspicion de dopage qui aboutira en février 2022 à la disqualification du poulain (sous réserve d'épuisement des recours judiciaires) au profit de Mandaloun, qui offre sur tapis vert un premier Derby à l'écurie de Khalid Abdullah, décédé quelques mois plus tôt.
  - Pour le sommet du mile anglais, se courant tous les premiers mai sur l'hippodrome de Newmarket. Jim Bolger, et Poetic Flare, cheval à 16 contre un crée la surprise sur le prestigieux hippodrome. Jim Bolger et le jockey Kevin Manning avaient déjà remporté cette course avec le père de Poetic Flare, Dawn Approach. Master of the seas, un des favoris arrive à la deuxième place pour l'entrainement de Charlie Appleby. Les chevaux d'Aidan O'Brien déçoivent, notamment Wembley (onzième), deuxième des Dewhurst Stakes, et Van Gogh (huitième), lauréat du Critérium International, qui effectuait sa rentrée cette année[8].
- 2 mai : 
  - Aidan O'Brien remporte les 1000 Guinées, sommet du mile pour les pouliches à Newmarket avec Mother Earth (Zoffany). Montée par Lanfranco Dettori, la pouliche s'était classée deuxième de la Breeder's Cup Juvenile Turf[10].
  - À Longchamp, Mare Australis remporte le premier groupe I de l'année en France, le prix Ganay, et succède au palmarès aux deux derniers vainqueurs Prix de l'Arc de Triomphe, Sottsass et Waldgeist. De quoi nourrir des ambitions pour le premier dimanche d'octobre[11].
- 15 mai : le jockey mauricien Nooresh Juglall décède des suites d'une chute en course[12].
- 16 mai : Journée de la Poule d'Essai des Poulains et de la Poule d'Essai des pouliches à l'hippodrome de Longchamp.
  - Dans la Poule d'Essai des Poulains, le vainqueur des Dewhurst Stakes, St Mark's Basilica (Siyouni) entrainé par Aidan O'Brien, monté par Ioritz Mendizabal et représentant l'association Magnier/Smith/Tabor remporte la course. Poetic Flare (Dawn Approach), entrainé par Jim Bolger ne réussit pas l'exploit d'enchainer les 2000 Guinées et la Poule d'Essai des Poulains, réalisé par Djebel en 1940, et termine à la septième place.
  - Les Poules d'Essai des Pouliches sont remportées par la jument entrainée par Jean-Claude Rouget Cœursamba (The Wow Signal), montée par Cristian Demuro et propriété de l'écurie Al Asayl, qui n'avait gagné qu'une seule fois en sept courses, et à la côte de 38 contre 1. Mother Earth, représentante Coolmore et future lauréate du Prix de Diane termine à la deuxième place, suivie par l'outsider Kenella[13].
- 23 mai : Docteur de Ballon remporte son deuxième Grand Steeple-Chase de Paris. Cette édition 2021 marque la première fois que les entraineurs du vainqueur et du deuxième sont des femmes, Louisa Carberry et Isabelle Pacault.
- 24 mai : Incarville, sous les couleurs de Gérard Augustin-Normand et entrainée par David Smaga remporte le Prix Saint Alary.
- 30 mai : Skalleti (Kendargent) remporte enfin son premier groupe 1 dans le Prix d'Ispahan (Groupe I), devant Tilsit et My Oberon. C'est aussi la première victoire de groupe 1 pour son entraîneur Jérôme Reynier et son propriétaire Jean-Claude Seroul

### Juin
- 4 juin : Snowfall perd ses adversaires en route dans les Oaks, et l'emporte par 16 longueurs. Du jamais vu dans cette épreuve[14]. C'est le quarantième succès d'Aidan O'Brien dans les courses classiques en Angleterre.
- 5 juin : Surprise à Epsom : Adayar, a priori le troisième choix de l'écurie Godolphin, devance un gros outsider, Mojo Star, et offre à son père Frankel un premier Derby d'Epsom. Adam Kirby devait à l'origine être le jockey de John Leeper mais avait été remplacé par Lanfranco Dettori[15].
- 6 juin : St Mark's Basilica devient le quatrième cheval à réussir le doublé Poule d'Essai des Poulains / Prix du Jockey Club. Cette victoire est aussi la première d'Aidan O'Brien dans l'une des très rares épreuves qui manquaient à son palmarès. C'était son quarantième partant.
- 12 juin : Entrainé par David Cottin, Paradiso remporte le prix Aguado à Auteuil, son premier titre de groupe. La Boétie, aussi entrainé par David Cottin et monté par Kévin Nabet bat à la lutte Matilda du Berlais dans le prix Sagan[16],[17].
- 15 juin : Lancement du meeting de Royal Ascot[18].
  - Palace Pier remporte les Queen Ann Stakes, justifiant son statut de meilleur miler du monde[19].
  - Pour sa quatrième participation à une course de groupe I en 6 semaines, Poetic Flare, entrainé par l'irlandais Jim Bolger remporte de plusieurs longueurs les St James's Palace Stakes.
- 16 juin : Rentrée victorieuse pour Love dans les Prince of Wales's Stakes. Entrainée par Aidan O'Brien, la pouliche avait remporté les Yorkshire Oaks et les 1000 Guinées l'an passé.
- 17 juin: Stradivarius manque le quadruplé historique dans la Gold Cup à Ascot et laisse la place à Subjectivist entrainé par Mark Johnston[20].
- 20 juin : L'association entre Coolmore et Ioritz Mendizabal frappe à nouveau. Après St Mark's Basilica dans le Jockey-Club, c'est au tour de Joan of Arc de s'adjuger le Prix de Diane, montée par le jockey basque appelé à la rescousse alors que les restrictions sanitaires dues à la pandémie de Covid-19 compliquent les voyages des jockeys britanniques[21]. Philomène et Burgarita, toutes deux entrainées par André Fabre, complètent le podium.
- 26 juin : Deuxième Derby pour Godolphin : après Adayar à Epsom, un autre fils de Frankel, Hurricane Lane, s'impose dans le Derby d'Irlande. Entrainé par Charlie Appleby, Hurricane Lane offre son premier Derby Irlandais depuis 2015 à l'Angleterre. Frankel est le troisième étalon à remporter les derbys irlandais et anglais avec deux chevaux différents après Montjeu en 2005 et Galileo en 2019. Autre exploit de Galileo qui place un de ses descendants dans les Derbies et les Oaks français, irlandais et anglais : père de mère de St Mark's Basilica, père du père d'Adayar, père du père d'Hurricane Lane, père de Joan of Arc, père de mère de Snowfall.

### Juillet
- 3 juillet : Match entre les deux derniers vainqueurs du Prix du Jockey-Club dans les Eclipse Stakes disputés en un comité restreint de quatre chevaux. St Mark's Basilica domine nettement Mishriff, seulement troisième[22].
- 11 juillet : Le Prix Jean Prat, premier groupe I de l'année sur l'hippodrome de Deauville la Touques voit la consécration de Law Of Indices, entrainé par K.J. Condon et monté par Olivier Peslier
- 14 juillet : Hurricane Lane écrase la concurrence dans le Grand Prix de Paris, qu'il remporte de 6 longueurs, confirmant ainsi qu'il est, avec son compagnon de couleurs Adayar, le leader européen des 3 ans sur la distance classique.
- 17 juillet : Snowfall s'envole à nouveau dans les Irish Oaks (huit grandes longueurs), et confirme son époustouflante victoire à Epsom dans les Oaks. Les bookmakers la consacrent favorite du Prix de l'Arc de Triomphe.
- 21 juillet : Grand Glory remporte le Grand Prix de Vichy (Groupe III), montée par Cristian Demuro et entrainée par Gianluca Bietolini. la pouliche, qui fut troisième du Prix de Diane en 2019 bat le grand favori Irésine, qui était invaincu en huit sorties[23].
- 22 juillet : La course support au Quinté + annuelle réservée aux femmes jockeys se déroule sur l'hippodrome de Longchamp[24]. Le prix de la vénus de Paris a été remporté par Golden Rasja montée par Axelle Nicco.
- 24 juillet : Adayar n'est donc pas le cheval d'un jour : il remporte brillamment les King George VI & Queen Elizabeth Stakes et succède à Enable au palmarès. Dans une course menée par Broome, vainqueur du Grand Prix de Saint Cloud, Adayar a pris la tête au début de la ligne droite finale, ne laissant aucune chance aux autres prétendants au succès, Mishriff, arrivant à la deuxième place et Love à la troisième. Adayar devient le premier cheval depuis son grand-père, Galileo en 2001 à réussir le doublé Derby d'Epsom / King George[25]. Le trio à l'arrivée est à l'image du trio d'entraineurs dominant les courses majeures britanniques, composé de John Gosden, Charlie Appleby et Aidan O'Brien.
- 25 juillet : Skalleti, seul cheval international en lice, remporte le Grosser Dallmayr Preis à Munich, son deuxième groupe 1. Monté par Gérald Mossé, le vainqueur du Prix d'Ispahan a dominé de cinq longueurs le deuxième, Grocer Jack.

### Août
- 3 août : Ouverture du meeting de Deauville[26]. Dans le Prix Rotschild, Mother Earth prend une nette revanche sur Coeursamba qui l'avait battue dans Poule d'Essai des pouliches. Entrainée par Aidan O'Brien, présent sur le champ de courses, la pouliche a été enclenchée par son jockey, Ryan-Lee Moore, à 500 mètres de l'arrivée et a réussi à tenir sa position jusqu'au bout gagnant de peu face à la pouliche de l'Aga Khan et entrainée par Mikel Delzangles, Sagamiyra. Coolmore, l'écurie possédée par Susan Magnier, Michael Tabor et Derrick Smith remporte son cinquième groupe I de l'année[27].
- 8 août : Dans une course qui semblait livrée aux chevaux internationaux, les français réussissent un couplé gagnant à l'arrivée du Prix Maurice de Gheest. Marianafoot (Footstepsinthesand) offre un troisième groupe I en 2021 à son entraineur et à son propriétaire, Jérôme Reynier et Jean-Claude Seroul, et Tropbeau, pensionnaire d'André Fabre atteint la deuxième place à 96/1. Grand favori, l'Américain Campanelle, monté par Lanfranco Dettori et entrainé par Wesley Ward, se manque complètement[28].
- 15 août :Meilleur miler du monde, Palace Pier devient le troisième cheval à réussir le doublé dans le Prix Jacques Le Marois après Miesque et Spinning World. Le pur-sang entrainé par John Gosden, monté par Lanfranco Dettori et détenu par le Ckeikh Mohamed bin Hamdam Al Makhtoum offre à son entourage une première victoire de groupe I en France cette année. Dans une course remportée par les étrangers. Poetic Flare, lauréat des Guinées de Newmarket et Order of Australia, le concurrent d'Aidan O'Brien complètent cette arrivée[29].
- 18 août : Mishriff remporte enfin son premier groupe 1 en Angleterre, les International Stakes.
- 19 août : Nouvelle démonstration de Snowfall dans les Yorkshire Oaks. La pouliche de Coolmore est plus que jamais la favorite de l'Arc.
- 20 août : Favorite des Nunthorpe Stakes après sa démonstration dans les King Georges Stakes (Gr.2), la pouliche française Suesa manque son départ et échoue au pied du podium. C'est une autre 3 ans, Winter Power, qui emporte la palme.

### Septembre
- 5 septembre : la nouvelle star du mile s'appelle Baaeed : le 3 ans britannique reste invaincu en remportant un premier groupe 1 dans le Prix du Moulin de Longchamp, seulement trois mois après ses débuts tardifs.
- 10 : À Doncaster, Stradivarius prouve qu'il n'a rien perdu de sa superbe en s'adjugeant la Lonsdale Cup, sa 17ème course de groupe, un record.
- 11 septembre : 
  - St Mark's Basilica reste invaincu en 2021 : dans des Irish Champion Stakes réduits à quatre partants, le champion de Coolmore devance les excellents Tarnawa et Poetic Flare.
  - Nouvelle démonstration de force de Hurricane Lane, cette fois dans le St Leger à Doncaster, le plus vieux des classiques anglais. Le poulain de Godolphin confirme qu'il est l'un des principaux favoris de l'Arc.
- 12 septembre : Journée des Arc Trials à Longchamp.
  - Énorme coup de théâtre dans le Prix Vermeille : la championne Snowfall, invaincue cette année et favorite de l'Arc, mord la poussière, battue par l'outsider Teona qu'elle avait reléguée à 28 longueurs dans les Oaks d'Epsom. Les cartes du Prix de l'Arc de Triomphe sont rebattues.
  - Dans les deux préparatoires à l'Arc, c'est le Japonais Deep Bond qui remporte le Prix Foy, pour les chevaux d'âge, tandis que Bubble Gift s'impose dans le Prix Niel.
- 12 septembre : Nouvelle désillusion pour le clan Coolmore, quelques heures après la défaite de Snowfall à Longchamp : son 2 ans Point Lonsdale, qui s'annonçait comme le meilleur juvenile d'Europe, est nettement battu par le Godolphin Native Trail dans les Vincent O'Brien National Stakes.
- 25 septembre : Le 2 ans britannique Perfect Power, monté par Christophe Soumillon, remporte un deuxième groupe 1 dans les Middle Park Stakes, après son succès dans le Prix Morny.
- 27 septembre : St Mark's Basilica ne courra plus. Coolmore annonce la retraite de son champion, qui va désormais se consacrer à la reproduction[30].

### Octobre
- 2 octobre : Nouvelles admissions aux Hall of fame des courses britanniques : les légendaires Brigadier Gerard, Mill Reef et Nijinsky, ainsi que le sprinter Dayjur, rejoignent Frankel, tandis que l'entraîneur irlandais Vincent O'Brien et le jockey Pat Eddery sont consacrés.
- 2-3 octobre : Week-end de l'Arc à Longchamp.
  - Dans le Prix du Cadran à Longchamp, le champion des stayers Stradivarius est battu avec les honneurs par le spécialiste du terrain lourd et vainqueur de la Goodwood Cup Trueshan.
  - Surprise totale à l'arrivée du Prix de l'Arc de Triomphe : le 4 ans allemand Torquator Tasso règle tous les favoris ultra-classiques de la course (Tarnawa, Hurricane Lane, Adayar et autres Snowfall) disputée dans un terrain collant. C'était la première participation de son jockey Rene Piechulek et a fortiori pour son entraîneur Marcel Weiss, qui s'est installé en janvier 2020.
- 9 octobre : Native Trail confirme son statut de leader chez les 2 ans européens en conservant son invincibilité dans les Dewhurst Stakes.
- 16 octobre : Journée des Champion Stakes à Ascot.
  - Trueshan confirme qu'il est bien désormais le numéro 1 des stayers en battant une nouvelle fois Stradivarius dans la Long Distance Champion Stakes.
  - Match au sommet dans les Queen Elizabeth II Stakes où la star du mile Palace Pier affronte l'invaincu 3 ans Baaeed, et c'est le cadet qui s'impose.
  - Eshaada s'impose dans les Fillies' & Mares' Stakes, Snowfall, est troisième.
  - Dans les Champion Stakes, point d'orgue du British Champions Day, le Français Sealiway, récent cinquième de l'Arc, crée la surprise tandis que Mishriff et Adayar restent au pied du podium - les héros sont fatigués.
- 31 octobre : Le champion japonais Contrail, vainqueur de la triple couronne en 2020, est devancé pour sa rentrée par Efforia à l'arrivée du Tenno Sho (automne).

### Novembre
- 2 novembre : La championne néo-zélandaise Verry Elleegant remporte brillamment la Melbourne Cup, son dixième groupe 1.
- 5-6 novembre : Breeders' Cup à Del Mar, Californie
  - Jour de triomphe pour le Japon, qui n'avait jamais vu l'un de ses représentants remporter une épreuve de la Breeders' Cup et qui en rafle deux avec Loves Only You Filly & Mare Turf et Marche Lorraine, qui crée la surprise dans un Distaff d'ordinaire chasse gardée des Américaines.
  - Insatiable trio William Buick, Charlie Appleby et Godolphin, qui empoche trois épreuves avec trois fils de Dubawi : le Juvenile Turf avec Modern Games, le Mile avec Space Blues et le Turf avec Yibir. Dans cette dernière course, la favorite et tenante du titre, l'Irlandaise Tarnawa, se montre inexistante et quitte la compétition sur une lourde défaite.
  - Dans le Classic, le 5 ans Knicks Go dame le pion aux meilleurs 3 ans du pays, s'impose devant les deux poulains à l'honneur dans la triple couronne Medina Spirit et Essential Quality, et s'offre ainsi une deuxième Breeders' Cup après le Dirt Mile l'an dernier, ainsi que le titre de cheval de l'année.
- 10 novembre : La cérémonie des Cartier Racing Awards consacre St Mark's Basilica, qui cumule les titres de cheval européen de l'année et de meilleur 3 ans. Palace Pier, sacré chez les chevaux d'âge, remporte la deuxième statuette de sa carrière. Snowfall est élue chez les pouliches de 3 ans, Inspiral et Native Trail sont titrés chez les 2 ans. Chez les stayers, Stradivarius cède son titre à Trueshan après trois années de règne tandis que Starman, sur la foi de sa victoire dans la July Cup, reçoit le titre de meilleur sprinter.
- 21 novembre : La championne Gran Alegria achève sa carrière par un doublé dans le Mile Championship, son sixième groupe 1.
- 28 novembre : 
  - Contrail termine sa carrière en beauté en remportant la Japan Cup.
  - La championne de course de haies Honeysuckle reste invaincue en treize courses, en remportant un nouveau groupe 1, les Hatton's Grace Hurdle, à Fairyhouse.

### Décembre
- 6 décembre : Medina Spirit, vainqueur controversé du Kentucky Derby, contrôlé positif à un produit dopant, meurt subitement à l'entraînement. Une mort qui relance la suspicion autour de l'entraîneur Bob Baffert, alors que l'enquête sur le contrôle positif de Medina Spirit dans le Derby est toujours en cours[31].
- 7 décembre : Descente de police au centre d'entraînement marseillais de Calas. Une quinzaine de personnes sont interpellées, notamment les membres de la famille Rossi (Frédéric et ses neveux Charley et Cédric, tous trois entraîneurs en vue) et certaines placées en garde à vue dans le cadre d'une enquête sur des faits d'escroquerie en bande organisée et d'administration de produits dopants à des chevaux[32].
- 12 décembre : Le Hong Kong Mile est dominé comme l'an dernier par Golden Sixty, en passe de devenir le meilleur cheval de l'histoire des courses hongkongaise. Dans le Hong Kong Vase, Ebaiyra termine troisième : elle est la dernière partante dans un groupe 1 du grand entraîneur Alain de Royer-Dupré, l'homme des Aga Khan, de Darshaan, Zarkava ou Dalakhani, qui tire sa révérence après un demi-siècle de métier, laissant les rênes de son écurie à son ancien assistant Francis-Henri Graffard.
- 26 décembre : Efforia remporte l'Arima Kinen et consolide sa place de numéro 1 japonais, consacrée par un titre de cheval de l'année.

## Décès

### Hommes et femmes du monde hippique
- 12 janvier : Khalid Abdullah, éleveur et propriétaire de l'écurie Juddmonte Farms, l'une des plus prestigieuses casaques des courses à travers le monde, portée entre autres par les champions Enable, Frankel, Arrogate, Dancing Brave, Kingman, Rail Link, Rainbow Quest, Workforce, mais aussi le chef de race Danehill ou la poulinière Hasili[33].
- 25 mars : Hamdam bin Rashid Al Makhtoum, éleveur et propriétaire de l'écurie Shadwell, autre grande casaque portée notamment par Nashwan, Dayjur ou Invasor[34].
- 10 septembre : Henri Samani, l'un des jockeys les plus en vue des années 60, 70.
- 12 novembre : Jean-Yves Artu, jockey et entraîneur de chevaux d'obstacles.

### Chevaux
- 6 janvier : Goldikova, à 16 ans[35]. Lauréate de douze groupe 1, un record mondial, elle s'adjugea notamment trois éditions du Breeder's Cup Mile.
- 8 janvier : Zoffany, à 12 ans, lauréat des Phoenix Stakes du Curragh en 2021, étalon et père de Mother Earth (1000 guinées, Prix Rotschild) et de Thunder Moon (National Stakes)[36].
- 15 janvier : Dalakhani, à 21 ans, vainqueur du Prix de l'Arc de Triomphe en 2003[37].
- 8 mars : Kind, à 19 ans, mère du crack Frankel et de Noble Mission (Grand Prix de Saint Cloud, Champion Stakes...)
- 5 avril : Adlerflug, à 17 ans. Tête de liste des étalons allemands et père d'In Swoop et de Torquator Tasso, qui allait lui rendre un bel hommage en fin d'année en remportant à la surprise générale le Prix de l'Arc de Triomphe[38].
- 24 juin : Fan Idole, à 28 ans. Championne de trot attelé, entraînée dans le Sud-Ouest, qui défit le crack Varenne le jour où celui-ci fit ses adieux dans l'International Trot au Canada.
- 1er juillet : Arazi, à 32 ans[39]. Champion mythique et mystique, l'un des meilleurs 2 ans de l'histoire des courses.
- 10 juillet : Galileo, à 23 ans[40]. Champion sur les pistes, vainqueur du Derby d'Epsom, avant de devenir l'un des plus grands étalons de l'histoire.
- 13 août : Mastercraftsman, à 15 ans. Lauréat des St. James’s Palace Stakes et des National Stakes à 3 ans, étalon à Coolmore, père notamment d’Alpha Centauri (4 groupe 1, dont le Prix Jacques le Marois) et de The Grey Gatsby (Prix du Jockey Club)[41].
- 19 août : Sakhee, à 24 ans, lauréat du Prix de l'Arc de Triomphe en 2001.
- 23 septembre : Santa Barbara, à 3 ans, lauréate des Belmont Oaks et Beverly D. Stakes, ainsi que deuxième des Pretty Polly Stakes en 2021, d'une blessure pelvienne.
- 20 octobre : Gigant Neo, à 23 ans. Vainqueur sur tapis vert du Prix d'Amérique 2006.
- 5 novembre : Duke of Marmalade, à 17 ans, lauréat de cinq groupe 1 d'affilée en 2008 (Prix Ganay, Tattersalls Gold Cup, Prince of Wales's Stakes, King George VI & Queen Elizabeth Stakes, International Stakes)[42].
- 19 novembre : Pivotal, 28 ans, grand étalon, père de 26 lauréats de groupe I tels que Farhh, Addeybb ou encore Siyouni[43].
- 21 novembre : So French, accidenté, à 10 ans, double lauréat du Grand Steeple-Chase de Paris.
- 23 novembre : Erhaab, à 30 ans, lauréat du Derby d'Epsom en 1994[44].
- 6 décembre : Medina Spirit, à 3 ans, vainqueur par la suite disqualifié du Kentucky Derby[31].
- 22 décembre : Dansili, à 25 ans, grand étalon, père de 22 laurats de groupe 1, dont Rail Link, Harbinger et Flintshire[45].